# Liste der Straßen und Plätze in Berlin-Neukölln

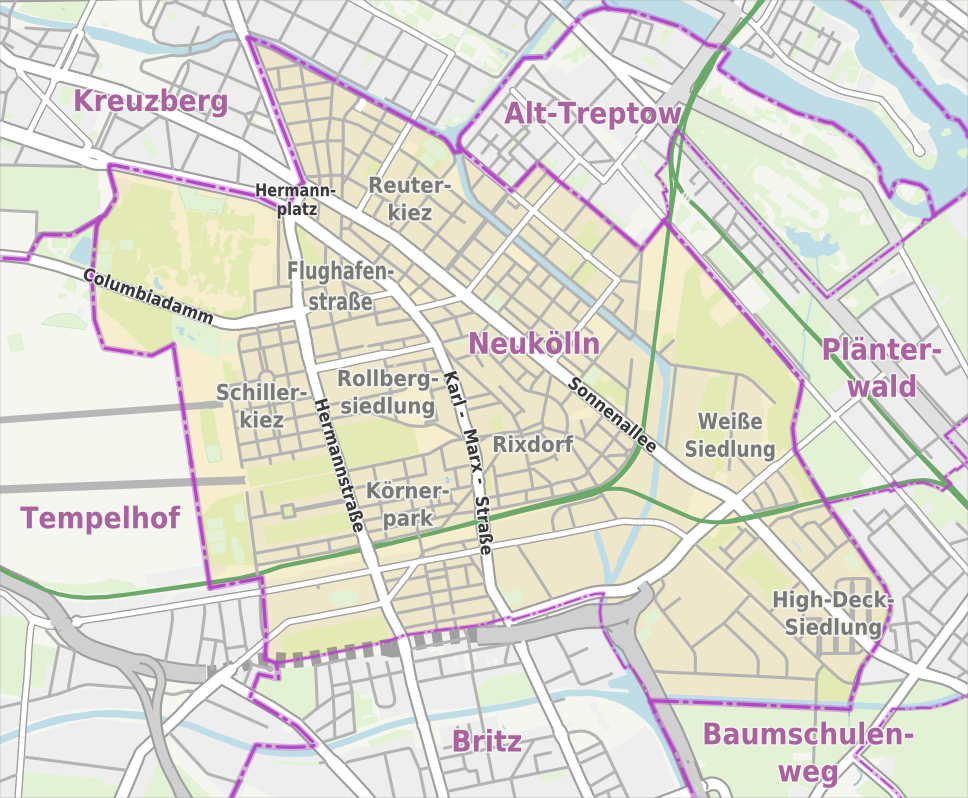
Übersichtskarte von Berlin-Neukölln

Die Liste der Straßen und Plätze in Berlin-Neukölln beschreibt das Straßensystem im Berliner Ortsteil Neukölln mit den entsprechenden historischen Bezügen. Gleichzeitig ist diese Zusammenstellung ein Teil der Listen aller Berliner Straßen und Plätze.

## Überblick

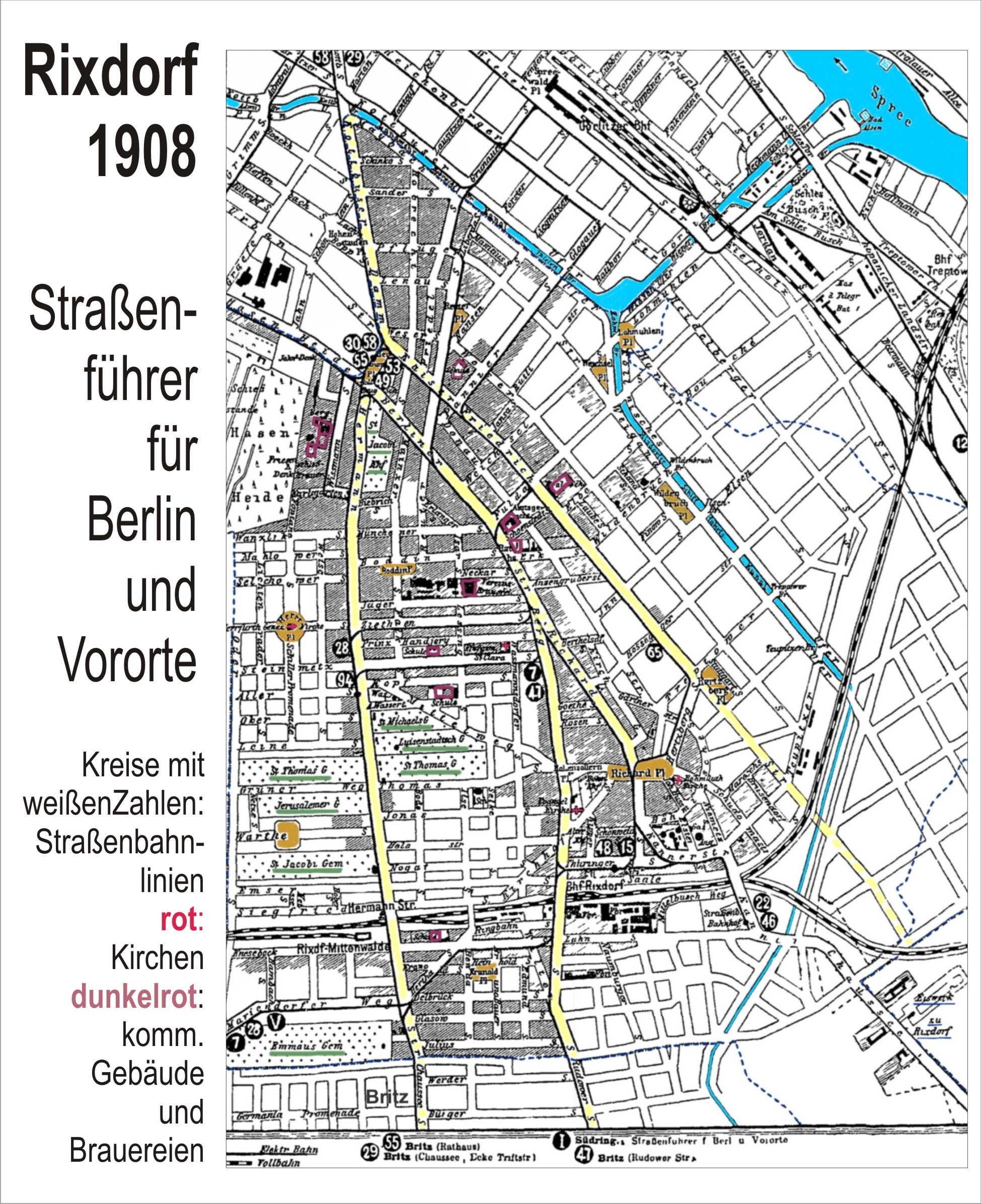
Das Straßennetz in Rixdorf, 1908

### Entwicklung des Straßennetzes im Bezirk
Der ursprüngliche Ortskern Neuköllns, das bis 1912 Rixdorf hieß und bis 1920 eine eigenständige Stadt war, befand sich am Richardplatz. Das geschäftliche Zentrum hat sich bis zum 21. Jahrhundert zur Sonnenallee und der Karl-Marx-Straße bis zum Hermannplatz verschoben.
Ab dem 20. Jahrhundert setzte eine rege Bautätigkeit ein, wozu sich etliche Bauunternehmen gegründet und Flächen angekauft hatten, darunter die Berliner Terraingesellschaft Lippmann & Stahl, der Rixdorfer Spar- & Bauverein GmbH, die Union Baugesellschaft auf Actien, die Berlin-Rixdorfer Bodengesellschaft, der Beamten-Wohnungsverein Neukölln eGmbH u. a. mit Wohnanlagen an der Edmundstraße 1–8, Neuköllnischen Allee 39–53a, im Bereich Gretelstraße 2–20 sowie Hänselstraße 1–5 und Harzer Straße 96–103 sowie die Gemeinnützige Siedlungs- und Wohnungsbaugesellschaft Berlin GmbH u. a mit Häusergruppen in der Emser Straße 58–68 sowie Nummern 71/72. Deren Aktivitäten führten zu einer raschen baulichen Erweiterung von Rixdorf und Erhöhung der Einwohnerzahlen. Mit der Umbenennung in Neukölln ging eine Regulierung der zugehörigen Gemeindefläche einher, einige Straßen oder Teile davon gelangten direkt an die Stadt Berlin, andere sind mit den benachbarten Ortsteilen ausgetauscht worden.

### Prinzipien der Namensvergabe und Allgemeines zum Straßensystem
Die vorhandenen gewidmeten 208 Straßen- und Plätze [Stand Januar 2016] lassen in der Namensgebung einige klare Gruppierungen erkennen: 36 Straßen erhielten Bezeichnungen nach deutschen Ortschaften, 33 Straßen nach deutschen Flüssen, 32 nach Personen mit konkretem Regionalbezug, 22 Straßen sind Lage- oder Richtungsangaben, sechs Straßen besitzen einen konkreten Bezug zur Rixdorf/Neuköllner Geschichte. Die „sonstigen Straßennamen“ betreffen Politiker, Schriftsteller, Wissenschaftler und Ingenieure, Musiker, Märchenfiguren, astronomische Begriffe – sie bilden jeweils keine größere Gruppe und sind über den Ortsteil verteilt (insgesamt 88).
Von den Straßen gehören zwölf teilweise zu Nachbarortsteilen. Die Gesamtlänge aller Stadt- und Bundesstraßen in Neukölln beträgt 107,6 Kilometer. Die Bundesstraße 179 verläuft auf dem Straßenzug der Karl-Marx-Straße durch Neukölln. Von der Stadtautobahn liegen 1140 Meter der Hauptfahrbahn und der provisorischen Anschlussstelle Grenzallee am Autobahndreieck Neukölln auf Neuköllner Gebiet, hinzu kommen 3870 Meter Fahrbahnen der Bundesautobahn 113 nach Dresden. Diese Strecken gehören alle zum großräumigen Straßensystem. Das Hauptstraßensystem unterteilt sich nach der Bedeutung. Zum übergeordneten Straßensystem gehören Columbiadamm, Erkstraße, Flughafenstraße, Grenzallee, Hermannplatz, Hermannstraße, Karl-Marx-Straße, Sonnenallee und Wildenbruchstraße. Zu den in die Nachbarortsteile des regionalen Straßensystems führenden gehören Dammweg, Hertastraße, Lahnstraße, Mariendorfer Weg, Neuköllnische Allee und Silbersteinstraße. Und schließlich verbinden die Ergänzungsstraßen das System der Hauptstraßen, dazu gehören Bergiusstraße, Chris-Gueffroy-Allee, Naumburger Straße, Niemetzstraße, Nobelstraße, Pannierstraße, Saalestraße und Teile der Silbersteinstraße.
Der Ortsteil Neukölln hat 163.735 Einwohner (Stand: 31. Dezember 2023) und umfasst die Postleitzahlenbereiche 10965, 10967, 12043, 12045, 12047, 12049, 12051, 12053, 12055, 12057, 12059, 12347 und 12099.

## Übersicht der Straßen und Plätze
Die nachfolgende Tabelle gibt eine Übersicht über die vorhandenen Straßen und Plätze im Ortsteil sowie einige dazugehörige Informationen.
- Name/Lage: aktuelle Bezeichnung der Straße oder des Platzes. Über den Link Lage kann die Straße oder der Platz auf verschiedenen Kartendiensten angezeigt werden. Die Geoposition gibt die Lage der ungefähren Mitte der Straßenlänge an.
- Im amtlichen Straßenverzeichnis nicht aufgeführte Verkehrswege sind mit * gekennzeichnet.
- Ehemalige oder nicht mehr gültige Straßennamen sind kursiv gesetzt. Für bedeutende ehemalige Straßen oder historische Straßennamen ist gegebenenfalls eine gesonderte Liste vorhanden.
- Länge/Maße in Metern:
Die in der Übersicht enthaltenen Längenangaben sind  gerundete Übersichtswerte, die in Google Earth mit dem dortigen Maßstab ermittelt wurden. Sie dienen Vergleichszwecken und werden, sofern amtliche Werte bekannt sind, ausgetauscht und gesondert gekennzeichnet.
Bei Plätzen sind die Maße in der Form a × b für rechteckige Anlagen und für (ungefähr) dreieckige Anlagen als a × b × c mit a als längster Seite angegeben.
Sofern die Straße auch in benachbarte Ortsteile weiterführt, gibt der Zusatz ‚im Ortsteil‘ an, wie lang der Straßenabschnitt innerhalb des Ortsteils dieses Artikels ist.
- Namensherkunft: Ursprung oder Bezug des Namens.
- Anmerkungen: weitere Informationen über anliegende Baudenkmale oder Institutionen, die Geschichte der Straße und historische Bezeichnungen.
- Bild: Foto der Straße oder eines anliegenden Objektes.

| Name/Lage                            | Länge/Maße (in Metern)    | Namensherkunft | Datum der Benennung                                   | Anmerkungen | Bild                                                                                                  |
| ------------------------------------ | ------------------------- | --- | ----------------------------------------------------- | --- | --- |
| Albert-Schweitzer-Platz (Lage)       | 0050 × 25                 | Albert Schweitzer (1875–1965), evangelischer Theologe, Organist, Musikforscher, Philosoph und Arzt                       | 1. Dez. 1985                                          | Der Platz befindet sich an der Karl-Marx-Straße und bildet den Vorplatz der Albert-Schweitzer-Schule. | Albert-Schweitzer-Platz                                                                               |
| Alfred-Scholz-Platz (Lage)           | 0070 × 20 (Dreiecksform)  | Alfred Scholz (1876–1944), Neuköllner Bürgermeister                                                                      | 28. Apr. 2014                                         | Der Platz wird begrenzt von Richardstraße, Donaustraße, Ganghoferstraße und Anzengruberstraße. Zu einem Platz wurde der Bereich erst 1984 durch den Anschluss einer Verkehrsinsel an den Bürgersteig und trug ab dem 6. Juli 1985 den Namen Platz der Stadt Hof, nach der Neuköllner Partnerstadt Hof an der Saale. Ab 2012 ließ die Bezirksverwaltung den Platz umfassend umgestalten und bis zur Richardstraße verlängern. Durch mehrfarbige Steinmosaike wird auf die Bevölkerung des Ortsteils hingewiesen, die aus verschiedenen Nationalitäten stammt. Außerdem sind mehrere Anwohnerhinweise berücksichtigt worden. Im September 2013 wurden Überlegungen bekannt, diesen Platz nach dem letzten Neuköllner (Stadt)-Bürgermeister Alfred Scholz umzubenennen. Die Wiedereröffnung und Umbenennung fand am 28. April 2014 unter dem neuen Namen und unter Anwesenheit von Angehörigen Scholz’ statt. | Platz der Stadt Hof                                                                                   |
| Allerstraße (Lage)                   | 0530                      | Aller, rechter Nebenfluss der Weser in Sachsen-Anhalt und Niedersachsen                                                  | 30. Okt. 1899                                         | Die Straße verläuft von der Hermannstraße bis zur Oderstraße. Der Hausnummernverlauf folgt dem Prinzip der Hufeisennummerierung. Zuerst war sie laut Bebauungsplan die Straße 163a. | Allerstraße                                                                                           |
| Altenbraker Straße (Lage)            | 0460                      | Altenbrak, Ortsteil der Stadt Thale im Landkreis Harz in Sachsen-Anhalt                                                  | 4. Dez. 1935                                          | Die Straße führt von der Thomasstraße zur Siegfriedstraße. Der Hausnummernverlauf folgt dem Prinzip der Orientierungsnummerierung. Die Straße wurde Ende des 19. Jh. angelegt und zuerst Bodestraße genannt. | Altenbraker Straße                                                                                    |
| Am Oberhafen (Lage)                  | 0100                      | Hafenteil, der mit dem Bau des Teltowkanals entstand                                                                     | 3. Juni 1916                                          | Die Straße geht von der Grenzallee ab. Die vorherigen Bezeichnungen waren laut Bebauungsplan Straße 180 und Straße 180f. Die kleine Sackgasse erschließt das Gelände des Hafens, der überwiegend von Recycling-Firmen genutzt wird. | Am Oberhafen                                                                                          |
| Am Sudhaus (Lage)                    | 0160                      | Sudhaus der Kindl-Brauerei, genutzt als Gasthaus                                                                         | 1. Apr. 2010                                          | Die Straße geht ostwärts von der Werbellinstraße in Richtung Rollbergstraße ab und führt auf das Gelände der ehemaligen Brauerei. Im amtlichen Verzeichnis werden hier 60 Hausnummern angegeben. Die große Lagerfläche wird von einem Getränkegroßhandel genutzt, außerdem finden hier regelmäßig Trödelmärkte statt. | Turm des Sudhauses, 2018                                                                              |
| Anzengruberstraße (Lage)             | 0340                      | Ludwig Anzengruber (1839–1889), österreichischer Schriftsteller                                                          | 12. Aug. 1908                                         | Die Straße führt von der Karl-Marx-Straße zur Sonnenallee. Der Hausnummernverlauf folgt dem Prinzip der Hufeisennummerierung. Die vorherige Bezeichnung war laut Bebauungsplan Straße 13d. An der Ecke Karl-Marx-Straße befindet sich die Alte Post. | Anzengruberstraße                                                                                     |
| Aronsstraße (Lage)                   | 0700                      | Leo Arons (1860–1919), Physiker und Politiker                                                                            | 15. Juni 1973                                         | Die Straße führt von der Dieselstraße bis zum Dammweg. Der Hausnummernverlauf folgt dem Prinzip der Orientierungsnummerierung. Sie hieß zuerst (ab 1901) Sackführerdamm, bekam 1926 den Namen Leo-Arons-Straße und wurde 1934 in Sackführerdamm zurückbenannt. 1973 erhielt sie zusammen mit der Straße 559 ihre aktuelle Bezeichnung. | Aronstraße                                                                                            |
| Bambachstraße (Lage)                 | 060                       | Johann Leonhard Bambach (1820–1913), Berliner Kommunalpolitiker                                                          | 18. Jan. 1908                                         | Die Straße ist eine von der Silbersteinstraße abgehende Sackgasse. Zuerst hieß sie laut Bebauungsplan Straße 168. Mit der Straßenbenennung wurde Bambach (auch) als Mitbegründer der „Tischlerkolonie in der Knesebeckstraße“ geehrt (1936). | Bambachstraße                                                                                         |
| Bartastraße (Lage)                   | 0100                      | Carl Friedrich Barta (1833–1914), Gastwirt und Rixdorfer Gemeindevorsteher                                               | 15. Jan. 1913                                         | Die Straße ist eine von der Mareschstraße abgehende Sackgasse. Die vorherige Bezeichnung war laut Bebauungsplan Straße 17b. Im Adressbuch des Jahres 1936 wird „Barta, alte Neuköllner Familie, ehemals Besitzerin des Geländes“ (über das die Straße verläuft) als Namensgeber genannt. Der Gastwirt ist in Kauperts Straßenverzeichnis angegeben. | Bartastraße                                                                                           |
| Bendastraße (Lage)                   | 0440 (im Ortsteil)        | Robert von Benda (1816–1899), Politiker und Rittergutsbesitzer                                                           | 22. Mai 1897                                          | Die Bendastraße verläuft von der Ringbahnstraße und der Hertastraße über die Britzkestraße und endet danach als Sackgasse. Ein kleiner Teil der Straße befindet sich in Britz. Der Hausnummernverlauf folgt dem Prinzip der Hufeisennummerierung. Zuerst hieß sie laut Bebauungsplan Straße 59. Die Verlängerung der Straße in Britz wurde 1928 ebenfalls in Bendastraße umbenannt. | Bendastraße                                                                                           |
| Bergiusstraße (Lage)                 | 0710                      | Friedrich Bergius (1884–1949), Chemiker                                                                                  | 20. Aug. 1958                                         | Die Bergiusstraße führt von der Grenzallee bis zur Nobelstraße. Der Hausnummernverlauf folgt dem Prinzip der Orientierungsnummerierung. Sie wurde aus den vorherigen Straße 11 IV, Straße 4 und Straße 425 zusammengefasst. | Bergiusstraße                                                                                         |
| Berthelsdorfer Straße (Lage)         | 0190                      | Berthelsdorf, Stadtteil von Herrnhut in Sachsen                                                                          | 7. März 1904                                          | Die Straße verläuft von der Richardstraße bis zur Donaustraße. Der Hausnummernverlauf folgt dem Prinzip der Hufeisennummerierung. Ab dem Jahr 1902 wurde sie als Triftweg bezeichnet und in den Adressbüchern kreuzte sie die Richardstraße zwischen deren Hausnummern 107 und 108. | Bertelsdorfer Straße                                                                                  |
| Biebricher Straße (Lage)             | 0150                      | Biebrich, Stadtteil von Wiesbaden                                                                                        | 30. Okt. 1899                                         | Die Biebricher Straße führt von der Hermannstraße bis zur Mainzer Straße. Der Hausnummernverlauf folgt dem Prinzip der Hufeisennummerierung. Zuerst hieß der Verkehrsweg Straße 213. Nach der Namensgebung schrieb man die Straße eine Zeit lang Biebrichstraße (Adressbuch 1901). | Biebricher Straße                                                                                     |
| Boberstraße (Lage)                   | 070                       | Bober, linker Nebenfluss der Oder in Polen                                                                               | 9. Sep. 1899                                          | Die Straße führt von der Siegfriedstraße zur Emser Straße. Sie wurde zuerst als Straße 164b bezeichnet. | Boberstraße                                                                                           |
| Boddinplatz (Lage)                   | 0110 × 40                 | Hermann Boddin (1844–1907), Bürgermeister von Rixdorf                                                                    | 6. Feb. 1903                                          | Der Boddinplatz liegt an der Mainzer Straße und der Boddinstraße. Zuerst hieß er Platz IVa. | Boddinplatz                                                                                           |
| Boddinstraße (Lage)                  | 0650                      | Hermann Boddin (1844–1907), Bürgermeister von Rixdorf                                                                    | 6. März 1903                                          | Die Boddinstraße verläuft als Einbahnstraße von der Hermannstraße bis zur Karl-Marx-Straße. Der Hausnummernverlauf folgt dem Prinzip der Hufeisennummerierung. Die vorherige Bezeichnung war laut Bebauungsplan Straße 209a. Im Innenhof Boddinstraße 21 befindet sich ein nach Plänen des Architekten Georg Behnke in den Jahren 1906/1907 angelegtes Gartendenkmal. Die von Erich Köhn entworfene und 1904–1906 erbaute Wohnanlage mit den Hausnummern 23–31 und das in den Jahren 1906/1907 errichtete Mietshaus an der Ecke Mainzer Straße sind weitere gelistete Baudenkmale. | Boddinstraße                                                                                          |
| Böhmischer Platz (*) (Lage)          | 060 × 40                  | Böhmen, Heimat von im 18. Jahrhundert in Rixdorf angesiedelten protestantischen Flüchtlingen                             | 1. Sep. 2000                                          | Der Böhmische Platz wird begrenzt von der Böhmischen Straße, der Niemetzstraße und der Schudomastraße. Vor seiner Benennung im Jahr 2000 trug er keinen Namen. | Böhmischer Platz                                                                                      |
| Böhmische Straße (Lage)              | 0720                      | Böhmen, Heimat von im 18. Jahrhundert in Rixdorf angesiedelten protestantischen Flüchtlingen                             | 2. Mai 1905                                           | Die Straße führt als Ringstraße in Rixdorf von der Richardstraße bis zur Donaustraße und Treptower Straße. Der Hausnummernverlauf folgt dem Prinzip der Hufeisennummerierung. Die einzelnen Teile wurden zuerst als Straße 100, Straße 184 und Straße 84a bezeichnet. Das nach Plänen des Architekten Ludwig Becker 1874 fertiggestellte Wohnhaus mit den Nummern 40/41 und die 1928/1929 errichtete Wohnanlage mit den Nummern 21 und 23 stehen unter Denkmalschutz. | Böhmische Straße                                                                                      |
| Bornsdorfer Straße (Lage)            | 0480                      | Bornsdorf, Ortsteil der Gemeinde Heideblick im Landkreis Dahme-Spreewald in Brandenburg                                  | 1919                                                  | Die Bornsdorfer Straße führt von der Briesestraße (Nord) zum Mittelweg (Süd). Die Hausnummern folgen dem Prinzip der Orientierungsnummerierung. Die zuerst angelegten Teile des Verkehrswegs waren laut Bebauungsplan Straße 202 und Straße 202a. Der nordwärtige Abschnitt (Straße 202) erhielt um 1894 den Namen Waßmannsdorfer Straße, der 1919 in Bornsdorfer Straße geändert wurde. Am 29. März 1939 benannte man den inzwischen nach Süden verlängerten Teil (ehemalige Straße 202a), seit 1919 wieder Waßmannsdorfer Straße, ebenfalls in Bornsdorfer Straße um. An der Ecke Briesestraße steht die denkmalgeschützte St.-Clara-Kirche. Auf der Parzelle 15 befindet sich ein in den 1940er Jahren errichteter Flachbunker, der dem Bauamt Neukölln seit 2005 als Aktenlager dient. | Bornsdorfer Straße                                                                                    |
| Boschweg (Lage)                      | 0440                      | Carl Bosch (1874–1940), Chemiker und Unternehmer                                                                         | 1. Sep. 1966                                          | Der Boschweg führt von der Haberstraße zur Nobelstraße. Er wurde zuerst als Straße 428 bezeichnet. Das Haus Boschweg 13 war von 1967 bis 1972 ein Hühnerhochhaus und die größte Legebatterie Europas. | Boschweg                                                                                              |
| Bouchéstraße (Lage)                  | 0430 (im Ortsteil)        | Bouché, Gärtnerfamilie hugenottischer Herkunft                                                                           | 1842                                                  | Die Bouchéstraße führt von der Straße Am Treptower Park zum Kiehlufer. Die Hausnummern verlaufen in Hufeisenform. Der östliche Abschnitt der Bouchéstraße liegt in Alt-Treptow. Bis 1896 hießen die Teile Bouchéweg und auf Neuköllner Gebiet Straße 11. Die Straße 11 wurde am 21. Februar 1903 in die Bouchéstraße einbezogen. Ab den 1920er Jahren setzte auch entlang dieser Straße eine rege Bautätigkeit ein, so entstanden die Häuser 55–57 durch die „Bau- und Spargenossenschaft Groß-Berlin GmbH“. Die Gesellschaft „Beamten-Wohnungsverein Neukölln eGmbH“ ließ die Häuser Bouchéstraße 58–60 (und die Häuser der Harzer Straße um die Ecke) errichten. Die genannten Wohnanlagen sind gelistete Baudenkmale. Auf dem Abschnitt zwischen der Harzer Straße und der Heidelberger Straße verlief die Berliner Mauer. Ausgehend von dem Wohnhaus Schmollerstraße 5 Ecke Bouchéstraße 33 gelang den DDR-Bürgern Holger Bethke und Michael Becker 1983 eine der bekanntesten DDR-Fluchten. | Bouchéstraße                                                                                          |
| Braunschweiger Straße (Lage)         | 1050                      | Braunschweig, Stadt in Niedersachsen                                                                                     | 1. Juni 1964                                          | Die Straße verläuft von der Sonnenallee und der Ederstraße zur Karl-Marx-Straße. Der Hausnummernverlauf folgt dem Prinzip der Orientierungsnummerierung. Ihren Namen bekam die Braunschweiger Straße mit den Umbenennungen der Thüringer Straße sowie Teilen der Teupitzer und der Kanner Straße. Auf dem Abschnitt der ungeraden Hausnummern 7–17 befindet sich eine 1929 erbaute denkmalgeschützte Wohnanlage des Architekten Willy Mühlau. In dieser Straße steht auch die 1975 eingeweihte St. Richard-Kirche. | Braunschweiger Straße                                                                                 |
| Briesestraße (Lage)                  | 0350 + 85                 | Briese, Nebenfluss der Havel in Brandenburg                                                                              | 14. Feb. 1950                                         | Seit den 1870er Jahren bis Januar 1950 trug der Verkehrsweg den Namen Prinz Handjerystraße. Die Briesestraße verläuft im östlichen Bereich von der Karl-Marx-Straße bis Morusstraße, wird dort von der Rollbergsiedlung unterbrochen und westlich von der Falkstraße bis zur Hermannstraße. An der Ecke Bornsdorfer Straße befindet sich die denkmalgeschützte St.-Clara-Kirche. Im Zuge der Umbenennung wurden die Hausnummern neu vergeben; so wurde z. B. aus der Prinz Handjerystraße 35 die Briesestraße 70. | Briesestraße                                                                                          |
| Britzkestraße (Lage)                 | 0170                      | Britzke, Adelsgeschlecht und Gründer des Dorfes Britz                                                                    | 7. Jan. 1928                                          | Die Straße führt von der Bendastraße bis zur Rungiusstraße. Der Hausnummernverlauf folgt dem Prinzip der Hufeisennummerierung. Das Straßenland und die Südseite der Straße gehören zu Britz. Zuerst hieß der Verkehrsweg Straße 46a. | Britzkestraße                                                                                         |
| Brockenstraße (Lage)                 | 0170                      | Brocken, höchster Berg im Harz                                                                                           | 11. Aug. 1909                                         | Die Straße verläuft vom Kiehlufer bis Harzer Straße und wird dort vom Sinsheimer Weg fortgeführt. Zuerst wurde sie als Straße 33 bezeichnet. | Brockenstraße, Nordostblick                                                                           |
| Bruno-Bauer-Straße (Lage)            | 0450                      | Bruno Bauer (1809–1882), Philosoph                                                                                       | 22. Mai 1897                                          | Die Straße verläuft von der Silbersteinstraße über die Glasower Straße und die Juliusstraße bis zur Britzkestraße, wird dabei zwischen Julius- und Britzkestraße von einem unbebauten Abschnitt unterbrochen. Der Hausnummernverlauf folgt dem Prinzip der Orientierungsnummerierung. Zuerst wurde sie als Straße 204 bezeichnet. In der Bruno-Bauer-Straße 23 befindet sich eine 1909–1912 erbaute, inzwischen denkmalgeschützte Wohnanlage. | Bruno-Bauer-Straße                                                                                    |
| Brusendorfer Straße (Lage)           | 0240                      | Brusendorf, Ortsteil der Stadt Mittenwalde in Brandenburg                                                                | 14. Feb. 1907                                         | Die Straße führt von der Mareschstraße über die Braunschweiger Straße bis zur Schwarzastraße und Saalestraße. Die Hausnummern sind in Hufeisenform vergeben. Zuerst war sie die Straße 84. Die Häuser mit den Nummern 7–9 sind eine 1929 fertiggestellte Wohnanlage, die der Architekt Willy Mühlau als Bestandteil der „Gemeinnützigen Kriegersiedlung der National-Sozialistischen Kriegsopferversorgung GmbH“ (Hauptsitz in Berlin SW 68) entworfen hatte. Sie stehen mittlerweile unter Denkmalschutz. Die Häuserzeile 2–5 entstand in der gleichen Zeit im Auftrag der Britzer Baugenossenschaft „Ideal“. | Brusendorfer Straße                                                                                   |
| Bürknerstraße (Lage)                 | 0390                      | August Bürkner (1847–1914), Justizrat und ‚unbesoldeter Stadtrat‘ von Rixdorf 1899–1914                                  | 11. Aug. 1909                                         | Die Straße verläuft vom Maybachufer und der Friedelstraße zum Kottbusser Damm. Der Hausnummernverlauf folgt dem Prinzip der Hufeisennummerierung. Zuerst wurde sie als Straße 10 bezeichnet. | Bürknerstraße                                                                                         |
| Chris-Gueffroy-Allee (Lage)          | 0240 (im Ortsteil)        | Chris Gueffroy (1968–1989), Todesopfer an der Berliner Mauer                                                             | 10. Aug. 2010                                         | Die Straße führt von der Neuköllnischen Allee über den Britzer Verbindungskanal bis zur Späthstraße in Baumschulenweg. Der südliche Abschnitt der Straße verläuft in Baumschulenweg. Bis 2010 hieß die Straße Britzer Allee. 1903 wurden Teile in Späthstraße umbenannt und aus Rixdorf ausgegliedert. | Britzer Allee                                                                                         |
| Columbiadamm (Lage)                  | 1050 (im Ortsteil)        | Columbia, Name des Flugzeugs, mit dem zwei US-amerikanische Piloten einen Flug von New York nach Deutschland unternahmen | 14. Aug. 1950                                         | Der Columbiadamm verläuft von der Dudenstraße, dem Tempelhofer Damm, dem Mehringdamm und dem Platz der Luftbrücke bis zur Flughafen- und Fontanestraße. Teile der Straße liegen in Kreuzberg und Tempelhof. Der Hausnummernverlauf folgt dem Prinzip der Orientierungsnummerierung. An der Straße befinden sich unter anderem der ehemalige Flughafen Tempelhof, die Şehitlik-Moschee, der Volkspark Hasenheide, das Sommerbad und der Friedhof Columbiadamm. | Columbiadamm                                                                                          |
| Dammweg (Lage)                       | 0510 (im Ortsteil)        | früherer Knüppeldamm von der Köllnischen Heide zur Spree                                                                 | 29. Jan. 1842                                         | Der Dammweg führt von der Kiehnwerderallee bis zur Sonnenallee und zur Grenzallee. Der östliche Abschnitt der Straße verläuft in Plänterwald. Die Hausnummern sind nach dem Prinzip der Orientierungsnummerierung vergeben. Nur die Abschnitte 208–228 und 211–251 (von Dammbrücke bis Neuköllnische Allee) gehören zu Neukölln. In den verfügbaren Adressbüchern wird der Dammweg erst im Jahr 1911 genannt; die Hausnummern 211–280 gehörten hierher, die übrigen zur Gemarkung Treptow. Die „Kleinhaussiedlung am Dammweg“ entlang der Einhornstraße 1–9 ist Eigentum der Stadt Berlin. Früher wurde der Weg umgangssprachlich auch Knüppeldamm genannt. 1909 reichte der Magistrat der Stadt Rixdorf einen Antrag auf Umbenennung in Spreeallee ein, welcher jedoch von der Gemeindevertretung Treptow abgelehnt wurde. | Dammweg                                                                                               |
| Delbrückstraße (Lage)                | 0600                      | Rudolph von Delbrück (1817–1903), Politiker                                                                              | vor 1877                                              | Die Straße verläuft von der Karl-Marx- und der Walterstraße bis zur Hermannstraße, Hertastraße und dem Mariendorfer Weg. Der Hausnummernverlauf folgt dem Prinzip der Hufeisennummerierung. | Delbrückstraße                                                                                        |
| Delphinstraße (Lage)                 | 0180                      | Delphin, Sternbild | 22. Apr. 1920                                         | Die Delphinstraße liegt zwischen Siriusstraße am Venusplatz und Zwillingestraße. Südlich der Sonnenallee verläuft sie parallel zur Planetenstraße. Der Hausnummernverlauf folgt dem Prinzip der Orientierungsnummerierung. Nach Bebauungsplan wurde sie als Straße 13 V trassiert. Im Adressbuch von 1925 ist der Venusplatz noch unbebaut (Baustelle), bereits 1921 steht auf dem Grundstück 13, 14 ist ein Mehrfamilienhaus mit neun Mietern aus der Mittelklasse verzeichnet und die Eckhäuser sind als Planetenstraße 1, 2 sowie Siriusstraße 1, 2 geführt. Heute sind die Grundstücke 3 und 5 (ungerade) und 4-18 (gerade) mit Wohnhäusern bebaut. Auf der ungeraden südöstlichen Straßenseite liegt die Kepler-Schule (Zwillingestraße 21) mit deren Mensa und dem Schulgelände, hinter den nordwestlichen Grundstücken befindet sich die „KGA Steinreich“, an dessen Stelle vormals Eiswerke am Teich standen. Das Viertel ist auf der Karte von 1921 als unbebaute Siedlungsfläche, aber 1926 als erstes Neubaugebiet bebaut eingezeichnet. Die hier liegende Siedlung auf beiden Seiten der Sonnenallee entstand durch die Lage am S-Bahnhof Köllnische Heide. | Delphinstraße                                                                                         |
| Dieselstraße (Lage)                  | 0600                      | Rudolf Diesel (1858–1913), Ingenieur und Erfinder                                                                        | 30. Okt. 1926                                         | Die Dieselstraße verläuft vom Kiehlufer und der Ziegrastraße über die Aronsstraße. Zuerst wurde sie als Straße 303 bezeichnet. Eine Umbenennung der Verlängerung (Straße 560) erfolgte am 1. Januar 1974. | Dieselstraße                                                                                          |
| Donaustraße (Lage)                   | 1580                      | Donau, der zweitlängste Fluss Europas                                                                                    | 30. Okt. 1899                                         | Die 1893 angelegte Straße führt von der Reuterstraße zur Treptower Straße und Böhmischen Straße. Der Hausnummernverlauf folgt dem Prinzip der Orientierungsnummerierung. Zuerst wurde sie als Straße 29 bezeichnet. Zwischen 1910 und 1916 nennt das Adressbuch die Neue Donaustraße, die eine Verlängerung darstellte und die (neuen) Hausnummern 48–85 umfasste (bis zur Innstraße). Nach einer weiteren Verlängerung bis zur Pannierstraße wurde sie in die Donaustraße eingegliedert, die nun neue Hausnummern erhielt: 1–131. An der Ecke Erkstraße steht das aktuelle Neuköllner Rathaus. Vor dem Haus mit der Nummer 18 befindet sich ein am 10. Dezember 2007 verlegter Stolperstein für Manfred Mendelsohn. Zwei weitere Stolpersteine wurden am 12. September 2008 vor dem Haus mit der Nummer 11 für Flora Mandelstamm und Felicia Drucker verlegt. | Donaustraße                                                                                           |
| Drorystraße (Lage)                   | 040                       | Edward Drory (1844–1904), Ingenieur und Unternehmer                                                                      | 18. Jan. 1906                                         | Die Drorystraße geht als Sackgasse von der Böhmischen Straße ab. Zuerst wurde sie als Straße 182 bezeichnet. Im Adressbuch 1940 gibt es eine ergänzende Information zum Namensgeber der Straße: „Ed. Drory, Direktor der Imperial-Continental-Gas-Association, unterstützte die Gemeinde Rixdorf bei Errichtung und Inbetriebnahme ihres Gaswerks an der Teupitzer Straße in uneigennütziger Weise mit Rat und Tat“ | Drorystraße                                                                                           |
| Drosselbartstraße (Lage)             | 0340                      | König Drosselbart, Märchenfigur                                                                                          | 18. Jan. 1922                                         | Die Drosselbartstraße verläuft von der Planetenstraße zur Hänselstraße. Im Bebauungsplan hieß sie Straße 16. Die Verlängerung wurde am 22. Januar 1924 in den heutigen Namen einbezogen. | Drosselbartstraße                                                                                     |
| Drübecker Weg (Lage)                 | 0090                      | Drübeck, Ortsteil der Stadt Ilsenburg in Sachsen-Anhalt                                                                  | 10. Apr. 1931                                         | Der Drübecker Weg verläuft von der Treptower Straße zur Kelbraer Straße. Zuerst wurde der Weg als Straße 33a bezeichnet. | Drübecker Weg                                                                                         |
| Ederstraße (Lage)                    | 0490                      | Eder, Nebenfluss der Fulda in Nordrhein-Westfalen und Hessen                                                             | 1. Juni 1964                                          | Die Ederstraße liegt zwischen Sonnenallee und Weigandufer am Neuköllner Schifffahrtskanal. Im Jahr 1964 wurde der südliche Abschnitt der Teupitzer Straße zwischen Sonnenallee und Weserstraße in Ederstraße umbenannt, da er durch das Industriegebiet mit dem Fernheizwerk abgetrennt war. Am 1. September 2002 bezog man die Verlängerung (zuvor als Straße 613) bis zur Teupitzer Brücke in die Ederstraße mit ein. Die ausgebaute Fahrstraße endet 190 Meter nördlich der Weserstraße in einem Wendehammer. Die Fortsetzung wird nicht amtlich als Schwarzer Weg (Länge 120 Meter, Lage, Hinweis) geführt und ist ein Fuß- und Radweg, der die Verbindung zum Weigandufer an der Teupitzer Brücke ermöglicht. Der unübersichtliche und schwach beleuchtete Weg war im Jahr 2007 gesperrt worden, da die Wegefläche durch Wurzeln der hier stehenden Pappeln zerstört worden war. Daraufhin wurde ein völlig neuer Weg für Fußgänger und Radfahrer angelegt und am 11. September 2010 eröffnet. | Ederstraße · Schwarzer Weg                                                                            |
| Edmundstraße (Lage)                  | 0120                      | Edmund, männlicher Vorname                                                                                               | 9. Sep. 1899                                          | Die Edmundstraße verläuft zwischen der Reinholdstraße und der Delbrückstraße. Sie wurde nach dem Bebauungsplan als Straße 200 bezeichnet. | Edmundstraße                                                                                          |
| Eduard-Müller-Platz (*) (Lage)       | 0060 × 30 (Dreiecksform)  | Eduard Müller (1818–1895), Priester, Reichstagsabgeordneter und Mitgründer der Zentrumspartei                            | 1. Sep. 1984                                          | Die Silberstein-, Ilse-, Ringbahn-, Benda- und Hertastraße begrenzen den neu geschaffenen Eduard-Müller-Platz. Im amtlichen Verzeichnis ist er mit Stand vom Januar 2013 noch nicht aufgenommen. | Eduard-Müller-Platz                                                                                   |
| Einhornstraße (Lage)                 | 0150                      | Einhorn, Sternbild | 18. Jan. 1922                                         | Die Einhornstraße verläuft vom Dammweg zum Krebsgang. Gemäß Bebauungsplan wurde sie als Straße 38 V angelegt. | Einhornstraße                                                                                         |
| Elbestraße (Lage)                    | 0440                      | Elbe, Fluss in Tschechien und Deutschland                                                                                | 4. Nov. 1898                                          | Die Elbestraße verläuft von der Sonnenallee zum Weigandufer. Der Hausnummernverlauf folgt dem Prinzip der Hufeisennummerierung. Sie entstand nach dem Bebauungsplan als Straße 11. Am 21. Februar 1903 wurde der Teil der Straße bis zum heutigen Weigandufer in den neuen Namen einbezogen. | Elbestraße                                                                                            |
| Elbingeroder Weg (Lage)              | 0130                      | Stadt Elbingerode (Harz), Ortsteil der Stadt Oberharz am Brocken in Sachsen-Anhalt                                       | 15. Dez. 1930                                         | Der Elbingeroder Weg geht von der Harzer- und der Sülzhayner Straße ab. Der Hausnummernverlauf folgt dem Prinzip der Orientierungsnummerierung. Zuerst wurde sie als Straße 413 bezeichnet. | Elbingerroder Weg                                                                                     |
| Elsenstraße (Lage)                   | 0440 (im Ortsteil)        | Elsen, veraltete Bezeichnung für Erlen                                                                                   | 21. Nov. 1895                                         | Die Elsenstraße verläuft von der Hoffmannstraße und An den Treptowers bis zum Kiehlufer. Der Hausnummernverlauf folgt dem Prinzip der Hufeisennummerierung. Ein Teil der Straße liegt in Alt-Treptow. Ab 1842 trug sie den Namen Elsen-Allee und wurde 1895 gemeinsam mit der Straße 42 des Bebauungsplans in ihren heutigen Namen umbenannt. Bis 1902 war der Straßenzug von Sonnenallee bis Bahnhof Treptow durchgehend die Elsenstraße. Danach wurde der Abschnitt zwischen Sonnenallee und Schifffahrtskanal in Innstraße umbenannt. | Elsenstraße                                                                                           |
| Elsterstraße (Lage)                  | 080                       | Weiße Elster, rechter Nebenfluss der Saale in Tschechien, Thüringen und Sachsen                                          | 14. Apr. 1905                                         | Die Elsterstraße verläuft zwischen der Braunschweiger Straße und der Saalestraße. Der Hausnummernverlauf folgt dem Prinzip der Hufeisennummerierung. Zuerst wurde sie als Straße 182a bezeichnet. | Elsterstraße                                                                                          |
| Emser Straße (Lage)                  | 1410                      | Ems, Fluss in Nordrhein-Westfalen und Niedersachsen                                                                      | 1896                                                  | Die Emser Straße verbindet die Karl-Marx- und Saalestraße mit der Oderstraße. Der Hausnummernverlauf folgt dem Prinzip der Hufeisennummerierung. Die Emser Straße wurde aus Straße 203 und Straße 203d zusammengelegt. Hier befinden sich unter den Hausnummern 3 bis 9 mehrere denkmalgeschützte Wohnhäuser. | Emser Straße                                                                                          |
| Erkstraße (Lage)                     | 0310                      | Ludwig Erk (1807–1883), Musiklehrer und Komponist                                                                        | vor 1877                                              | Die Erkstraße verläuft von der Karl-Marx-Straße zur Sonnenallee und Wildenbruchstraße. Die Hausnummern sind nach dem Prinzip der Hufeisennummerierung vergeben (Wechsel bei 14/15). In der Erkstraße 16/17 befand sich von 1875 bis 1901 der Betriebshof IV der Großen Berliner Pferde-Eisenbahn. In der Erkstraße 18 gab es in der gleichen Zeit die Feuerwache der Freiwilligen Feuerwehr Rixdorf, zusammen mit einem Übungsplatz auf einem Schulgelände. In späteren Plänen und Adressverzeichnissen gibt es diesen Feuerwehrstandort nicht mehr, dafür wird die Freiwillige Feuerwehrstation Buckow (Rudower Straße 126) als für Neukölln zuständig genannt. Im Haus Erkstraße 19 und Ecke Berliner Straße 50 befanden sich in den 1880er Jahren das „Büro der Amts- und Gemeindeverwaltung Rixdorf“, unter anderem mit einem Meldebüro, dem Standesamt, einem Gendarmerie-Posten sowie das Amtsgefängnis, also der Vorläufer des heutigen Rathauses Neukölln. | Erkstraße                                                                                             |
| Erlanger Straße (Lage)               | 0190                      | Erlangen, Stadt in Bayern                                                                                                | 6. Feb. 1903                                          | Die Straße führt von der Flughafen- und der Isarstraße zur Reuterstraße. Der Hausnummernverlauf folgt dem Prinzip der Hufeisennummerierung. Zuerst wurde sie als Straße 213 bezeichnet. | Erlanger Straße                                                                                       |
| Eschersheimer Straße (Lage)          | 0460                      | Eschersheim, Stadtteil von Frankfurt am Main                                                                             | 20. Apr. 1912                                         | Die Eschersheimer Straße verläuft zwischen Silbersteinstraße (als südliche Fortsetzung der Oberlandstraße) und Mariendorfer Weg, nur die Hausnummern 1–55 (Ostseite der Straße) und das Straßenland liegen in Neukölln, der Rest in Tempelhof. Die Eschersheimer Straße wurde aus der Straße 167b und Straße 172 zusammengelegt. | Eschersheimer Straße                                                                                  |
| Esperantoplatz (Lage)                | 0060 × 30                 | Esperanto, die am weitesten verbreitete internationale Plansprache                                                       | 14. Dez. 1991                                         | Der Esperantoplatz wird von Braunschweiger Straße, Schudomastraße und Schwarzastraße begrenzt. | Esperantoplatz                                                                                        |
| Falkstraße (Lage)                    | 0310                      | Adalbert Falk (1827–1900), preußischer Jurist und Politiker                                                              | vor 1877                                              | Die Falkstraße verläuft von der Kopfstraße bis zur Rollbergstraße und Mainzer Straße. | Falkstraße                                                                                            |
| Finowstraße (Lage)                   | 0340                      | Finow, linker Nebenfluss der Oder in Brandenburg                                                                         | 14. Apr. 1905                                         | Die Finowstraße führt von der Sonnenallee zum Wildenbruchplatz. Sie entstand durch Zusammenlegen der Straße 12b und Straße 12c. | Finowstraße                                                                                           |
| Flughafenstraße (Lage)               | 0880                      | Flughafen Tempelhof, nach Stilllegung im 21. Jh. nun Tempelhofer Feld                                                    | 7. Jan. 1928                                          | Die Straße verläuft von der Karl-Marx-Straße und Fuldastraße bis zur Fontanestraße und dem Columbiadamm. Die Hausnummern folgen dem Prinzip der Orientierungsnummerierung. Anfangs führte die Straße über das spätere Flughafengelände, weiter über die Hermannstraße bis zur damaligen Berliner Straße. Von 1936 bis 1940 wurde sie vom Garnisonsfriedhof bis zur Berliner Straße verkürzt. Den heutigen Verlauf bekam die Straße vor 1957, dabei erfolgte auch eine Umnummerierung der Häuser. Zur Verbesserung der sozialen Situation rund um diese Straße etablierte sich im 21. Jhd. ein Quartiersmanagement. Das Wohnhaus und ehemalige Atlas-Kino aus den 1950er Jahren, Hausnummer 5, steht unter Denkmalschutz. Vor dem Haus mit der Nummer 41 wurden am 14. November 2009 Stolpersteine für Rosalie und Arthur Drucker verlegt. | Flughafenstraße                                                                                       |
| Fontanestraße (Lage)                 | 0360                      | Theodor Fontane (1819–1898), Dichter und Schriftsteller                                                                  | 7. März 1894                                          | Die Fontanestraße verläuft von der Karlsgartenstraße bis zur Selchower Straße und der Schillerpromenade. Bis zum 2. Mai 1905 gehörte ihr auch der heutige Abschnitt der Schillerpromenade zwischen Herrfurth- und Selchower Straße an. Zuerst wurde sie als Straße 154 bezeichnet. Entlang der Parzellen 1–8 (zwischen Karlsgarten- und Flughafenstraße) erstreckt sich der südöstlichste Bereich des Volksparks Hasenheide bis an die Straße heran. | Fontanestraße                                                                                         |
| Framstraße (Lage)                    | 0160                      | Fram, norwegisches Polarforschungsschiff                                                                                 | 16. Nov. 1911                                         | Die Framstraße verläuft von der Nansenstraße bis zur Pannierstraße. Zuerst wurde sie als Straße 20d bezeichnet. | Framstraße                                                                                            |
| Friedelstraße (Lage)                 | 0720                      | Ernst Friedel (1837–1918), Berliner Kommunalpolitiker und Heimatforscher                                                 | 12. Sep. 1895                                         | Die Friedelstraße verläuft von der Sonnenallee bis zum Maybachufer. 1895 wurde nur der zuerst Straße 12c genannte kleine Teil der Straße als Friedelstraße bezeichnet. Die zum Maybachufer führende Wiebestraße wurde vor 1900 in die Friedelstraße mit einbezogen. Der Hausnummernverlauf folgt dem Prinzip der Hufeisennummerierung. Die Wohnhäuser mit den Hausnummern 2 und 34 stehen unter Denkmalschutz. | Friedelstraße                                                                                         |
| Fritzi-Massary-Straße (Lage)         | 0320                      | Fritzi Massary (1882–1969), Schauspielerin                                                                               | 1. Mai 1977                                           | Die Wohnstraße liegt zwischen Neuköllnischer Allee und Sonnenallee in der High-Deck-Siedlung und entstand in den 1970er Jahren. An der Sonnenallee endet sie als Sackgasse mit einem Wendehammer. Sie wurde aus der Zusammenlegung der Straße 597 und Straße 598 gebildet. Alle Häuser der Siedlung sind über Fußgängerstege miteinander verbunden und können autofrei erreicht werden. An der Sonnenallee liegt die Straße am Heidekampgraben und ist am Nordende ein Abschnitt des „Gartenkulturpfad Neukölln“, ein ungefähr vier Kilometer langer Rundweg im Bezirk Neukölln. | Fritzi-Massary-Straße                                                                                 |
| Fuldastraße (Lage)                   | 0690                      | Fulda, einer der beiden Quellflüsse der Weser                                                                            | 30. Okt. 1899                                         | Die Fuldastraße verläuft von der Karl-Marx-Straße bis zum Weigandufer am Weichselplatz. Der Hausnummernverlauf folgt dem Prinzip der Hufeisennummerierung. Laut Bebauungsplan hieß sie zuerst Straße 8. Die Wohnhäuser mit den Nummern 14, 15, 22–23a, 37–39, 45, 46 und 55–56d stehen unter Denkmalschutz. Erwähnenswert ist die Martin-Luther-Kirche in der Fuldastraße 50. Vor dem Haus mit der Nummer 12 befindet sich ein am 14. November 2009 verlegter Stolperstein für Grete Walter. | Fuldastraße                                                                                           |
| Ganghoferstraße (Lage)               | 0150                      | Ludwig Ganghofer (1855–1920), Schriftsteller                                                                             | 3. Feb. 1912                                          | Die Ganghoferstraße verläuft von der Karl-Marx-Straße und der Werbellinstraße bis zur Donaustraße. Zuerst wurde sie als Straße 13f bezeichnet. Das Wohnhaus mit der Nummer 1 und die Bankhäuser mit den Nummern 2 und 11 stehen unter Denkmalschutz. In der Straße befindet sich zudem das Stadtbad Neukölln und bis zu seinem Umzug in das Schloss Britz im Jahr 2010 war das Museum Neukölln hier ansässig. Daneben ist ein Parkhaus Hauptanlieger der dunklen Straße, die dadurch zu Geschäftszeiten vom Parksuchverkehr dominiert wird. | Ganghoferstraße                                                                                       |
| Gerlachsheimer Weg (Lage)            | 0090                      | Gerlachsheim, ehemaliger Gutsbezirk in Schlesien, heute Grabiszyce in Polen                                              | 1. Aug. 1966                                          | Der Gerlachsheimer Weg verläuft von der Donaustraße bis zur Kirchgasse. Zuerst wurde der Weg als Straße 517 bezeichnet. Von 1897 bis 1966 hieß ein Teil Gärtnerstraße. | Gerlachsheimer Weg                                                                                    |
| Geygerstraße (Lage)                  | 0170                      | Ernst Moritz Geyger (1861–1941), Bildhauer, Maler und Radierer                                                           | 27. März 1912                                         | Die Geygerstraße verläuft von der Sonnenallee bis zur Donaustraße. Die zwischen 1919 und 1929 entstandene Wohnanlage mit den Hausnummern 2–7 steht unter Denkmalschutz. | Geygerstraße                                                                                          |
| Glasower Straße (Lage)               | 0640                      | Glasow, Ortsteil von Blankenfelde-Mahlow im Landkreis Teltow-Fläming in Brandenburg                                      | vor 1877                                              | Die Glasower Straße verläuft von der Karl-Marx-Straße bis zur Hermannstraße. Der Hausnummernverlauf folgt dem Prinzip der Hufeisennummerierung. Zwischen 1925 und 1929 wurde die vorherige Schreibweise Glasowstraße korrigiert. In der Straße befindet sich das ehemalige Eisenwerk Franz Weeren mit der Hausnummer 27/28; eine zwischen 1889 und 1912 errichtete und heute denkmalgeschützte Fabrik mit Stadtvilla. | Glasower Straße                                                                                       |
| Grenzallee (Lage)                    | 1600                      | Grenze zwischen Rixdorf und Britz                                                                                        | 25. März 1901                                         | Die laute und verkehrsreiche Straße liegt zwischen Sonnenallee und Karl-Marx-Straße, die als Buschkrugstraße wie auch die Südseite der Grenzallee schon im Nachbarortsteil Britz liegt. Die Hausnummern folgen dem Prinzip der Orientierungsnummerierung. Zunächst wurde die Allee als Straße 187 des Bebauungsplans trassiert. Der Abschnitt zwischen Neuköllnische Allee und Sonnenallee, der den Namen Dammweg trug, wurde am 1. März 1969 in Grenzallee umbenannt. Die wenigen Wohnhäuser an der Ecke zur Buschkrugallee liegen zwischen der Grenzallee und der A 100, sodass sie Lärm von beiden Seiten haben. Durch die Verbindung ins Industriegebiet besteht schon in den Nachtstunden starker Lieferverkehr. Am östlichen Abschnitt kreuzt die im Bau befindliche Autobahn nach Treptow. Ein Wanderweg führt von der Grenzalleebrücke unter dem Autobahndreieck Neukölln zum Britzer Hafensteg, der als „Rundweg Britzer Hafen“ möglich ist. Nach Norden gibt es durch das Industriegebiet einen Durchgang zur Lahnstraße. Im Adressbuch 1938 ist an der Straße 12 Ecke Grenzallee ein Freibad Neukölln angegeben mit den Schwimmvereinen Schwimmverein Friesen sowie Schwimmunion Neukölln. Es wird nur ein abgetrenntes Bad direkt im Kanal gewesen sein. | Grenzallee                                                                                            |
| Gretelstraße (Lage)                  | 0170                      | Gretel, Figur aus dem Märchen Hänsel und Gretel                                                                          | 16. Aug. 1928                                         | Die Gretelstraße ist Teil der „Märchensiedlung“ und verläuft von der Rübezahlstraße bis zur Hänselstraße. Zuerst wurde sie als Straße 33 bezeichnet. Vor dem Haus mit der Nummer 10 befindet sich ein am 12. September 2008 verlegter Stolperstein für Kurt Gärtner. | Gretelstraße                                                                                          |
| Haberstraße (Lage)                   | 0500                      | Fritz Haber (1868–1934), Chemiker und Nobelpreisträger                                                                   | 20. Aug. 1958                                         | Die Haberstraße verläuft von der Bergiusstraße bis zur Neuköllnischen Allee. Bei der Namensvergabe wurden die vorherigen Straße 2, Straße IV und Straße 428 zusammengefasst. | Haberstraße                                                                                           |
| Hänselstraße (Lage)                  | 0370 (im Ortsteil)        | Hänsel, Figur aus dem Märchen Hänsel und Gretel                                                                          | 16. Aug. 1928                                         | Die Hänselstraße ist Teil der „Märchensiedlung“ und verläuft mit den Nummern 1–11b von der Sonnenallee und der Jupiterstraße über die Gretelstraße und mit den Nummern 14–71 von der Kiefholzstraße über den Heidekampweg. Ein Teil der Straße liegt in Baumschulenweg. Zuerst hieß sie Straße 32, ab 1921 Am Schulenburg Park. Der Von-der-Schulenburg-Park grenzt an die Hänselstraße. | Hänselstraße                                                                                          |
| Hans-Schiftan-Straße (Lage)          | 0060                      | Hans Schiftan (1899–1941), Widerstandskämpfer                                                                            | 1. Sep. 1984                                          | Die Hans-Schiftan-Straße verläuft von der Werbellinstraße bis zur Rollbergstraße. Zuerst wurde sie als Straße 601 bezeichnet. | Hans-Schiftan-Straße                                                                                  |
| Harzer Straße (Lage)                 | 1220                      | Harz, Mittelgebirge in Niedersachsen und Sachsen-Anhalt                                                                  | 25. Nov. 1895                                         | Die Harzer Straße, zuerst Straße 3, liegt zwischen Lohmühlenstraße (in Alt-Treptow) und dem Kiehlufer bis zur Teupitzer Straße. Bei der Namensvergabe bezog das Gemeindeamt die Straße 37 mit ein. Ein Teil der Nordostseite der Straße gehört zu Alt-Treptow. Der Hausnummernverlauf folgt dem Prinzip der Hufeisennummerierung. Das Fabrikgebäude der Filmkopieranstalt Geyer-Werke AG (Hausnummer 39) und die Wohnanlagen mit den Hausnummern 18–20, 23 und 96–103 sind gelistete Baudenkmale. Der im Jahr 2018 veröffentlichte Berliner Stadtentwicklungsplan STEP 2025 sieht vor, den Komplex der ehemaligen Filmkopierfabrik durch Neubauten zu ergänzen und das Ensemble zu Wohnzwecken mit rund 250 Wohnungen umzustrukturieren. | Harzer Straße                                                                                         |
| Hasenheide (Lage)                    | 1140                      | anliegende Heide und die dort lebenden Hasen                                                                             | um 1678                                               | Die laute Hauptverkehrsstraße grenzt im Süden an den gleichnamigen Volkspark. Sie verläuft vom Hermannplatz, der Hermannstraße und der Karl-Marx-Straße zum Südstern. Wohnungen und Gewerbe wechseln sich ab. Die Straße hat breite Bürgersteige und Vorgärten. In einigen Vorgärten befinden sich Gartenlokale. Sie wurde 1678 zunächst als Weg angelegt und später ausgebaut. Die Hausnummern folgen dem Prinzip der Hufeisennummerierung. Die Nordseite der Straße und das Straßenland gehören zu Kreuzberg. Die alte Schreibweise Hasenhaide wurde 1907 in die heutige geändert. Unter Hasenheide 80–87 befand sich von 1887 bis 1930 das Königin Elisabeth Hospital (KEH). Nach dessen Verlegung entstanden nach dem Zweiten Weltkrieg neue Wohnhäuser. Bei Nummer 79 gibt es 1940 den Hinweis „Eingang zu den Schießständen“. Der Saalbau „Neue Welt“ mit der Hausnummer 107 steht unter Denkmalschutz. | Die Hasenheide mit dem Warenhaus Karstadt vom Hermannplatz aus gesehen                                |
| Heidelberger Straße (Lage)           | 0830 (im Ortsteil)        | Heidelberg, Stadt in Baden-Württemberg                                                                                   | 10. Juni 1904                                         | Das Straßenland der Heidelberger Straße liegt auf ganzer Länge im Ortsteil Alt-Treptow. Die Straße verläuft zunächst von der Lohmühlenstraße bis zur Wildenbruchstraße. Zwischen der Wildenbruchstraße und der Elsenstraße ist sie durch eine Parkanlage unterbrochen und führt dann weiter bis zur Treptower Straße. Zwischen der Bouchéstraße und der Treptower Straße liegen alle Grundstücke an der Südwestseite der Straße (Hausnummern 15 bis 83) in Neukölln. Die Hausnummern sind nach dem Prinzip der Hufeisennummerierung festgelegt. Zuerst hieß sie laut Bebauungsplan Straße 106. Ein erster Abschnitt im damaligen Rixdorf wurde am 11. Januar 1904 nach der Stadt Heidelberg benannt. Im Juni des gleichen Jahres wurde der Abschnitt in Treptow mit einbezogen. Im Jahr 1936 führte der Verkehrsweg durchgehend von der Lohmühlenstraße bis zur Treptower Straße. Die von der Lohmühlenstraße abgehende Straße 23a wurde per Magistratsbeschluss vom 24. Juni 1960 als Verlängerung in die Heidelberger Straße einbezogen. Die Heidelberger Straße war häufiger Ausgangspunkt für Tunnelfluchten während der deutschen Teilung. | Die Heidelberger Straße mit der ehem. Kneipe „Heidelberger Krug“ von der Ecke Elsenstraße aus gesehen |
| Heinrich-Schlusnus-Straße (Lage)     | 0330                      | Heinrich Schlusnus (1888–1952), Sänger (Bariton)                                                                         | 10. Mai 1977                                          | Die Wohnstraße liegt in der High-Deck-Siedlung und wurde mit dieser in den 1970er Jahren angelegt. Sie liegt zwischen Sonnenallee und Neuköllnische Allee. Alle Häuser sind über Fußgängerstege miteinander verbunden, die über dem Straßenniveau liegen. Die Straße wurde laut Bebauungsplan als Straße 593 trassiert. Eine Wohnungsbaugesellschaft führte in einem der Wohnblocks im Jahr 2009 ein Sanierungsprojekt mit dem Titel „Die Volière“ durch. Französische Künstler der CitéCréation entwickelten gemeinsam mit den Anwohnern ein Konzept, nachdem die tristen Fassaden mit farbenfrohen Vogelmotiven bemalt wurden. Jugendliche aus der Siedlung waren in das Projekt einbezogen und konnten hier eine Ausbildung zum Maler und Lackierer absolvieren. Die Straße liegt südöstlich am Herbert-Krause-Park, durch den es eine Fußgängerverbindung zur Jupiterstraße gibt, die Teil des Gartenkulturpfads Neukölln ist. | Heinrich-Schlusnus-Straße                                                                             |
| Hermannplatz (Lage)                  | 0160 × 50                 | Hermann der Cherusker, Mythen- und Symbolfigur                                                                           | 28. Sep. 1885                                         | Der Hermannplatz (erste Schreibweise Hermann Platz) wird begrenzt von Sonnenallee, Karl-Marx-Straße, Hermannstraße, Kottbusser Damm, Hasenheide und Urbanstraße. Die Westseite mit dem Kaufhaus Karstadt liegt in Kreuzberg. Zuerst wurde der Platz laut Bebauungsplan als Platz I bezeichnet. Seit 1887 gibt das Adressbuch an, dass ein Teil des Platzes zu Berlin gehört. Der 1927 fertiggestellte U-Bahnhof Hermannplatz steht inzwischen unter Denkmalschutz. | Kaufhaus Karstadt am Hermannplatz                                                                     |
| Hermannstraße (Lage)                 | 2490                      | Hermann der Cherusker, Mythen- und Symbolfigur                                                                           | um 1875                                               | Die verkehrsreiche Wohn- und Geschäftsstraße verläuft vom Hermannplatz, der Hasenheide und der Karl-Marx-Straße zum Britzer Damm. Der Hausnummernverlauf folgt dem Prinzip der Hufeisennummerierung. Von 1859 bis 1878 trug die Straße den Namen Straße nach Britz, davor war sie namenlos. Sie war um die Wende zum 20. Jahrhundert eine der dicht bebautesten Straßen in Rixdorf, beispielsweise sind im Adressbuch 1901 258 Hausnummern enthalten. Das Umspannwerk mit dem Miets- und Geschäftshaus in der Hermannstraße 5–8, das Fabrikgebäude mit der Nummer 48, die Wohnanlagen mit den Hausnummern 114, 223 und 256–258, die Kindl-Festsäle Nummer 218, die Friedhofskapelle des Kirchhofs der St. Thomas-Gemeinde Nummer 180, die Leichenhalle Nummer 101 und die U-Bahnhöfe Boddin- und Leinestraße sind gelistete Baudenkmale. Vor dem Haus mit der Nummer 46 befindet sich ein Stolperstein für Clara Raucher. Zwei weitere Stolpersteine wurden am 12. September 2008 für Jenny und Georg Boas verlegt, die in dem Haus Nummer 48 gelebt hatten. | Apollo-Theater-Garten in der Hermannstraße um 1900 · Ecke Hermann- und Boddinstraße                   |
| Herrfurthplatz (Lage)                | 0100 (Durchmesser)        | Ernst Ludwig Herrfurth (1830–1900), preußischer Politiker                                                                | 16. März 1893                                         | Der Herrfurthplatz liegt zwischen Herrfurthstraße und Schillerpromenade. Zuerst wurde er laut Bebauungsplan als Platz I bezeichnet. An diesem Platz wurde 1903–1905 die Genezarethkirche nach Plänen des Architekten Franz Schwechten errichtet (siehe Bild). | Herrfurthplatz                                                                                        |
| Herrfurthstraße (Lage)               | 0210 + 180                | Ernst Ludwig Herrfurth (1830–1900), preußischer Politiker                                                                | 16. März 1893                                         | Die Straße verläuft von der Hermannstraße und der Werbellinstraße bis zur Oderstraße. Sie wird durch den Herrfurthplatz geteilt. Der Hausnummernverlauf folgt dem Prinzip der Hufeisennummerierung. Der Verkehrsweg wurde bei der Namensgebung aus der Straße 157 und der Straße 159 zusammengelegt. Vor dem Haus mit der Nummer 5 wurden am 14. November 2009 Stolpersteine für Pauline und Arthur Wiener verlegt. | Herrfurthstraße                                                                                       |
| Herrnhuter Weg (Lage)                | 0200                      | Herrnhut, Stadt im Landkreis Görlitz in Sachsen                                                                          | 31. Juli 1947                                         | Der Herrnhuter Weg verläuft von der Karl-Marx-Straße bis zur Richardstraße. Ab ca. 1877 hieß er Goethestraße, 1938 erhielt der Weg den Namen Langnerweg. Der Weg umfasst 20 Hausnummern. Zu den anliegenden Baudenkmalen gehören die Mietshäuser mit den Hausnummern 11, 13, 15, 16 und 17. | Herrnhuter Weg                                                                                        |
| Hertastraße (Lage)                   | 0370                      | Herta, weiblicher Vorname                                                                                                | 20. Mai 1895                                          | Die Straße führt von der Ringbahnstraße bis zur Hermannstraße und dem Mariendorfer Weg. Ursprünglich war sie Teil der Kirchhofstraße, wurde 1870 in den Mariendorfer Weg einbezogen und erhielt 1895 ihren heutigen Namen als Herthastraße (zunächst mit „h“ geschrieben). An der Nummer 11 befindet sich die Philipp-Melanchthon-Kirche. | Hertastraße                                                                                           |
| Hertzbergplatz (*) (Lage)            | 0190 × 80                 | Ewald Friedrich von Hertzberg (1725–1795), preußischer Kriegsminister                                                    | 19. März 1901                                         | Der Hertzbergplatz wird begrenzt von Sonnenallee, Treptower Straße, Stuttgarter Straße und der Thiemannstraße. Zuerst wurde er laut Bebauungsplan als Platz T bezeichnet. Auf dem Hertzbergplatz stand zu Beginn des 20. Jh. ein Kriegerdenkmal, als Sehenswürdigkeit im Adressbuch dargestellt. Erwähnenswert ist der über die Thiemannstraße entlang der Sonnenallee sich anschließende Sportplatz, der dem „1. FC Neukölln 1895 e. V.“ als Spiel- und Trainingsstätte dient. | Hertzbergplatz                                                                                        |
| Hertzbergstraße (Lage)               | 0340                      | Ewald Friedrich von Hertzberg (1725–1795), preußischer Kriegsminister                                                    | 20. Juni 1895                                         | Die Straße führt vom Richardplatz bis zur Sonnenallee. Zuerst wurde sie laut Bebauungsplan als Straße 40 bezeichnet. | Hertzbergstraße                                                                                       |
| Hobrechtstraße (Lage)                | 1010                      | James Hobrecht (1825–1902), Stadtplaner                                                                                  | 9. Feb. 1890                                          | Die Hobrechtstraße führt von der Karl-Marx-Straße bis zum Maybachufer und der Schinkestraße. Der Hausnummernverlauf folgt dem Prinzip der Hufeisennummerierung. Zuerst wurde sie laut Bebauungsplan als Straße 10a bezeichnet. Die Mietshäuser mit den Hausnummern 47/48 und 83/84 stehen unter Denkmalschutz. Vor dem Haus mit der Nummer 57 befinden sich seit dem 14. November 2009 Stolpersteine für Max Fischel, Arthur und Hildegard Hillel, Flora und Leonhard Krieg, Käte Pestachowski, Johanna und Ella Schäffer, Irene Schiftan, Marie Schlesinger und Hedwig Wittkowski. | Hobrechtstraße                                                                                        |
| Hüttenroder Weg (Lage)               | 0210                      | Hüttenrode, Ortsteil der Stadt Blankenburg in Sachsen-Anhalt                                                             | 4. Aug. 1930                                          | Der Hüttenroder Weg verläuft von der Wildenbruchstraße bis zur Elsenstraße. Zuerst wurde der Weg laut Bebauungsplan als Straße 410 bezeichnet. | Hüttenroder Weg                                                                                       |
| Ilsenhof (Lage)                      | 0130                      | Ilse, Fluss im Harz | 17. Mai 1930                                          | Der denkmalgeschützte Ilsenhof geht von der Ilsestraße ab. Er wurde 1928/1929 erbaut und zählt zu den bedeutenden Beispielen des Reformwohnungsbaus in Berlin. Zuerst wurde er laut Bebauungsplan als Straße 212 b bezeichnet. | Ilsenhof                                                                                              |
| Ilsestraße (Lage)                    | 0460                      | Ilse, Fluss im Harz | 4. Nov. 1898                                          | Die Ilsestraße verläuft von der Siegfriedstraße bis zur Thomasstraße. Zuerst wurde sie laut Bebauungsplan als Straße 208 bezeichnet. | Ilsestraße                                                                                            |
| Innstraße (Lage)                     | 0610                      | Inn, Nebenfluss der Donau                                                                                                | 14. Apr. 1905                                         | Die Innstraße führt vom Weigandufer und dem Wildenbruchplatz zur Donaustraße. Der Hausnummernverlauf folgt dem Prinzip der Hufeisennummerierung. Zuerst wurde sie laut Bebauungsplan als Straße 13 und bis 1902 als Elsenstraße bezeichnet. Vor dem Haus mit der Nummer 24 befindet sich ein Stolperstein für Olga Benario, der am 10. Dezember 2007 verlegt und am 12. Februar 2008 eingeweiht wurde. | Innstraße                                                                                             |
| Isarstraße (Lage)                    | 0180                      | Isar, Nebenfluss der Donau                                                                                               | 4. Nov. 1898                                          | Die Isarstraße führt von der Flughafenstraße und der Erlanger Straße bis zur Neckarstraße. Zuerst wurde sie laut Bebauungsplan als Straße 210 bezeichnet. | Isarstraße                                                                                            |
| Jan-Hus-Weg (Lage)                   | 0060                      | Jan Hus (um 1370–1415), christlicher Reformer und Märtyrer                                                               | 26. Sep. 1983                                         | Der Jan-Hus-Weg führt von der Richardstraße bis zur Kirchgasse. | Jan-Hus-Weg                                                                                           |
| Jansastraße (Lage)                   | 0160                      | Wilhelm Jansa (1834–1909), Landwirt und Gemeindevorsteher in Rixdorf                                                     | 30. Sep. 1903                                         | Die Jansastraße verläuft von der Sonnenallee bis zur Weserstraße. Dabei folgt der Hausnummernverlauf dem Prinzip der Hufeisennummerierung. Zuerst wurde sie laut Bebauungsplan als Straße 6a bezeichnet. | Jansastraße                                                                                           |
| Jonasstraße (Lage)                   | 0790                      | Ernst Wilhelm Jonas (1842–1914), Theologe; Jonas war „Oberpfarrer“ der evangelischen Kirchengemeinde zu Rixdorf          | 22. Mai 1897                                          | Die Jonasstraße verläuft mit den Hausnummern 1–8 und 65–69 von der Karl-Marx-Straße bis zur Rübelandstraße und mit den Hausnummern 14–58 von der Selkestraße bis zur Hermannstraße. Zunächst hieß sie laut Bebauungsplan Straße 205a. Um 1914 wurde die 1908 bezeichnete Neue Jonasstraße (Verlauf zwischen Bergstraße und Hermannstraße) mit in die Jonasstraße eingefügt. In der Jonasstraße 66 wurde 1921 ein „Körner-Museum“ (nahe dem Körnerpark) als sehenswert bezeichnet. Vor dem Haus mit der Nummer 4 befinden sich Stolpersteine für Fritz und Margarete Wolff, die am 17. September 2003 eingeweiht wurden. Am Haus mit der Nummer 20 erinnert eine Gedenktafel an den Komponisten und Verleger Will Meisel, der hier lebte (unteres Bild). | Jonasstraße · Jonasstraße 20 mit Gedenktafel für Will Meisel                                          |
| Joseph-Schmidt-Straße (Lage)         | 0220                      | Joseph Schmidt (1904–1942), Sänger (Tenor)                                                                               | 1. Mai 1977                                           | Die Joseph-Schmidt-Straße führt in der High-Deck-Siedlung von der Sonnenallee bis zur Fritzi-Massary-Straße und verläuft dabei gemäß der Orientierungsnummerierung. Zunächst war sie laut Bebauungsplan die Straße 596. | Bergiusstraße                                                                                         |
| Juliushof (Lage)                     | 0160                      | Wilhelm August Julius Wrede (1822–1895), Fabrikant und Besitzer des Gutshofs Britz                                       | 1. Okt. 2006                                          | Die Stichstraße zweigt von der Juliusstraße ab und verläuft durch ein kleines Gewerbegebiet. | Berlin-Neukölln Juliushof                                                                             |
| Juliusstraße (Lage)                  | 0620                      | Wilhelm August Julius Wrede (1822–1895), Fabrikant und Besitzer des Gutshofs Britz                                       | vor 1877                                              | Die Juliusstraße verläuft von der Karl-Marx-Straße bis zur Hermannstraße und folgt dabei dem Prinzip der Hufeisennummerierung. Vor dem Haus mit der Nummer 39 befinden sich für Richard, Margot und Kurt Max Schaefer und Leo Cohn Stolpersteine, die im Dezember 2006 verlegt und am 19. März 2007 eingeweiht wurden. | Juliusstraße                                                                                          |
| Jupiterstraße (Lage)                 | 0300                      | Jupiter, Planet des Sonnensystems                                                                                        | um 1922                                               | Die Jupiterstraße liegt zwischen Sonnenallee und Neuköllnischer Allee. Der Hausnummernverlauf folgt dem Prinzip der Orientierungsnummerierung. Zuvor war sie laut Bebauungsplan die Straße 22. Im Jahr 1926 wurde auch der Teil der Straße zwischen Sonnenallee und Neuköllnischer Allee in den heutigen Namen umbenannt. Die schmale Wohnstraße besteht überwiegend aus Mehrfamilienhäusern der 1920er Jahre. Es gibt einen Zugang zum Herbert-Krause-Park auf der Ostseite und zur Kleingartenanlage „Volksgarten“ auf der Westseite der Straße, diese Wege sind Teil des „Gartenkulturpfads Neukölln.“ | Jupiterstraße                                                                                         |
| Kanner Straße (Lage)                 | 0170                      | Kanne, Name der alten Försterei in der Königsheide                                                                       | 18. Apr. 1895                                         | Bis 1908 war die Schreibweise Canner Straße. 1906 und 1937 erfolgten teilweise Namensänderungen in Niemetzstraße. 1964 wurde das Teilstück zwischen Unstrut- und Niemetzstraße zur Braunschweiger Straße. | Kanner Straße                                                                                         |
| Karl-Marx-Platz (Lage)               | 0140 × 40 (Dreiecksform)  | Karl Marx (1818–1883), Philosoph und Gesellschaftstheoretiker                                                            | 14. Feb. 1950                                         | Der Platz wird begrenzt von Karl-Marx-Straße, Richardplatz und Thomasstraße. Sein vorheriger Name war von 1905 bis 1950 Hohenzollernplatz. Das Kaiser-Wilhelm-Denkmal auf dem Platz wurde 1944 eingeschmolzen. Für den neuen Namensgeber des Platzes wurde 1950 ein Monument für Karl Marx aufgestellt. 1987 gesellte sich ein Springbrunnen hinzu, geschaffen von dem Bildhauer Hartmut Bonk. Die dreiteilige Figurengruppe trägt den Namen Imaginäres Theater. | Karl-Marx-Platz                                                                                       |
| Karl-Marx-Straße (Lage)              | 2970                      | Karl Marx (1818–1883), Philosoph und Gesellschaftstheoretiker                                                            | 31. Juli 1947                                         | Die verkehrsreiche Wohn- und Geschäftsstraße ist die Neuköllner Hauptstraße und verläuft von der Hasenheide, der Hermannstraße und dem Hermannplatz zur Buschkrugallee und Grenzallee und die Grundstücke folgen dem Prinzip der Hufeisennummerierung. Neben vielen Einkaufsmöglichkeiten gibt es Straßencafés, an der Straße liegt die Neuköllner Oper und das Rathaus Neukölln. Zuvor trugen der nordwestliche Bereich den Namen Berliner Straße und der südliche Bereich bis zum Rathaus den Namen Bergstraße. Vor dem Haus Nummer 76 befinden sich seit dem 12. September 2008 Stolpersteine für Frieda und Jacob Löwenthal. | Karl-Marx-Straße mit Amtsgericht und Rathaus                                                          |
| Karlsgartenstraße (Lage)             | 0240                      | Carl von Preußen (1801–1883), preußischer Prinz, der hier einen Garten in der Hasenheide anlegen ließ                    | 27. Nov. 1890                                         | Die Straße war im Bebauungsplan als Straße 153, Abt. II enthalten. Sie verbindet die Hermannstraße mit der Fontanestraße. Bis mindestens 1893 verlief die Straße über die Hermannstraße bis zur damals unbenannten Reuterstraße. | Karlsgartenstraße                                                                                     |
| Kelbraer Straße (Lage)               | 0110                      | Kelbra, Stadt in Sachsen-Anhalt                                                                                          | 10. Apr. 1931                                         | Die Kelbraer Straße verläuft vom Kiehlufer bis zum Drübecker Weg. Vor ihrer Benennung war sie eine namenlose Zufahrt vom „Stichkanal“ zum Lagerplatz eines Holzhändlers. | Kelbraer Straße                                                                                       |
| Kiefholzstraße (Lage)                | 1320 (im Ortsteil)        | Kiefholz, alter Name für Kieferngehölz                                                                                   | 25. Nov. 1895                                         | Teile der Straße gehören zu Alt-Treptow, Plänterwald und Baumschulenweg. Von 1842 bis 1895 hieß die Straße Kiefholzweg. Die Kiefholzstraße verläuft von der Lohmühlenstraße (im Ortsteil Alt-Treptow) bis Südostallee und Rixdorfer Straße. Sie führt mit 428 Hausnummern durch vier Berliner Ortsteile und drei Postleitzahlenbereiche und folgt dabei dem Prinzip der Hufeisennummerierung. In Neukölln befinden sich die Hausnummern 52–99. Der Abschnitt zwischen Puderstraße und ehemaligem Sackführerdamm wurde im Jahr 1903 ausgebaut. Die Straße war Ausgangspunkt für mehrere Tunnelflüchtlinge während der deutschen Teilung. Unter der Adresse Kiefholzstraße 74 hat sich der Schwarze Kanal, ein Rollheimerdorf, seit seiner Vertreibung aus Mitte neu niedergelassen. Hier leben dauerhaft etwa 15 Personen. | Kiefholzstraße                                                                                        |
| Kiehlufer (Lage)                     | 1880                      | Reinhold Kiehl (1874–1913), Architekt und Stadtbaurat von Neukölln                                                       | 5. Apr. 1934                                          | Das Kiehlufer verläuft von der Harzer Straße und der Lohmühlenstraße (im Ortsteil Alt-Treptow) bis zur Ziegrastraße und zur Dieselstraße am Neuköllner Schifffahrtskanal entlang. Der vorherige Name war von 1905 bis 1934 Köllnisches Ufer. | Kiehlufer                                                                                             |
| Kienitzer Straße (Lage)              | 0600 + 370                | Kienitz, Ortsteil von Letschin im Landkreis Märkisch-Oderland in Brandenburg                                             | 14. Feb. 1950                                         | Die Straße wird von Wohnhäusern unterbrochen. Sie verläuft in ihrem westlichen Abschnitt von der Karl-Marx-Straße bis zur Morusstraße und östlich von der Oderstraße über die Herrmannstraße in eine Sackgasse. Von 1874 bis 1950 hieß sie Steinmetzstraße. | Kienitzer Straße                                                                                      |
| Kirchgasse (Lage)                    | 0520                      | Kirche der Herrnhuter Brüdergemeine                                                                                      | vor 1844                                              | Bei der Namensgebung wurden die Straße 15c und Straße 15e zusammengefasst. Ein Abschnitt wurde 1983 in Jan-Hus-Weg umbenannt. Die Straße verläuft nicht durchgängig. Sie geht in ihrem nördlichen Bereich als Sackgasse von der Berthelsdorfer Straße ab und führt in ihrem südlichen Abschnitt von der Richardstraße bis zum Jan-Hus-Weg. Die schmale verkehrsberuhigte Straße endet für den Autoverkehr als Sackgasse. Der Wanzlikpfad und der Gerlachsheimer Weg führen als Fußgängerverbindung weiter zur Donaustraße, während der Jan-Hus-Weg Fußgänger und Radfahrer zur Richardstraße führt. Die Straße ist überwiegend mit Einfamilienhäusern (ehemalige Gutshäuser) aus dem 17. Jahrhundert bebaut. Seit 2005 ist im ehemaligen Schulgebäude ein Museum zur Geschichte des Böhmischen Dorfes, vor dem auf einem Sockel eine Statue von Friedrich Wilhelm I. steht, der die verfolgten böhmischen Glaubensbrüder ins Land geholt hatte. | Kirchgasse                                                                                            |
| Kirchhofstraße (Lage)                | 0670                      | nach dem ersten Kirchhof von Rixdorf, an dem die Straße vorbeiführt                                                      | vor 1834                                              | Die Kirchhofstraße verläuft in Hufeisennummerierung vom Richardplatz zur Siegfriedstraße. Alte Namen vor 1834 waren Alter Kotzemarkenweg und Taboritenweg. Die Straße war der erste Teil der historischen Verbindung von Rixdorf nach Mariendorf. Ursprünglich führte sie gradlinig weiter durch unbebautes Gebiet entlang der heutigen Hertastraße. Diese alte Trasse wurde jedoch 1870 durch den Bau der ebenerdigen Ringbahn schräg unterbrochen und auf beiden Seiten entlang der Bahn fortgeführt. Im Norden entstand so die heutige Siegfriedstraße. Im Süden wurde sie alte Trasse zur Hertastraße und die Fortführung zur Ringbahnstraße, zunächst jedoch beides unter dem Namen Mariendorfer Weg. Die Kirchhofstraße wurde ab 1870 in Höhe der verlängerten Waßmanndorfer Straße (heute Rübelandstraße) in einer neuen Trasse nach Süden abgeknickt und als Brücke über die Bahn zurück zur Bergstraße geführt. Dadurch konnten Fahrzeuge auf ihr die Bahnlinie überqueren, was auf der Bergstraße damals nicht möglich war. Um 1895 wurde die Bahn viergleisig ausgebaut und im Bereich Bergstraße hochgelegt, die Brücke der Kirchhofstraße über die Bahn wurde abgerissen, der südliche Teil heißt seitdem Walterstraße. | Kirchhofstraße                                                                                        |
| Kirchhofweg (*) (Lage)               | 0560                      | beiderseits des Wegs liegen Kirchhöfe (St. Thomas Friedhof‚ Jerusalem und Neue Kirche-Friedhof, St. Michael-Friedhof)    | überliefert (18. Jh.)                                 | Der Weg führt als Fuß- und Radweg von der Hermannstraße zur Oderstraße. Bis in die 1950er Jahre hieß er Grüner Weg, später war das Gelände nicht mehr begehbar. Der Weg ist keine amtlich gewidmete Straße (*), nach der Stilllegung des Flughafens Tempelhof und des St. Thomas-Kirchhofs verläuft hier ein Fuß- und Radweg, der zum Inneren Parkring gehört und einer der 20 grünen Hauptwege Berlins ist. Der letztere kreuzt den Schwarzen Weg (Verbindung zwischen den beiden Abschnitten der Oderstraße) und umringt dann das Flugfeld, das für eine andere Nutzung geöffnet wurde. Auf der amtlichen Karte 1:5000 im FIS-Broker hergestellt von den bezirklichen Umweltämtern ist er wiederum als Grüner Weg zwischen Hermann- und Oderstraße verzeichnet. | Kirchhofweg                                                                                           |
| Kirsten-Heisig-Platz (Lage)          | 0030 × 15 (Dreiecksform)  | Kirsten Heisig, Juristin aus Berlin, bekannt durch das Neuköllner Modell                                                 | 11. März 2016                                         | Der Platz umfasst die Straßenkreuzung Emser Straße, Kirchhofstraße und Siegfriedstraße nördlich der Feuerwehr. Den Beschluss zur Namensvergabe der bisherigen namenlosen Kreuzung fasste die Bezirksverordnetenversammlung am 12. Januar 2016. | Kirsten-Heisig-Platz                                                                                  |
| Kleine Innstraße (Lage)              | 0090                      | Inn, Nebenfluss der Donau                                                                                                | 17. Mai 1930                                          | Die Kleine Innstraße verläuft von der Finow- zur Innstraße. Zuerst hieß sie laut Bebauungsplan Straße 12d. | Kleine Innstraße                                                                                      |
| Kopfstraße (Lage)                    | 0540                      | angeblich nach Kopfschmerzen, verursacht durch die Namenssuche                                                           | vor 1877                                              | Die Kopfstraße verläuft von der Hermannstraße über die Morusstraße und weiter. Bei der Namensvergabe legte man die Straße 204c und Straße 204e zusammen. Die Straße wurde über das Land des Bauernhofbesitzers Daniel Benjamin Niemetz, dem Namensgeber der Niemetzstraße, angelegt. Dieser soll laut Erzählungen so intensiv nach einem Namen gesucht haben, dass es ihm Kopfschmerzen verursachte. Ein Bekannter habe daraufhin den Namen Kopfstraße vorgeschlagen. Eine Karte aus dem Jahr 1877 zeigt eine diagonale Trasse zur Thomasstraße von der Hermannstraße zur Bergstraße. | Kopfstraße                                                                                            |
| Kottbusser Damm (Lage)               | 0950 (im Ortsteil)        | Cottbus, Stadt in Brandenburg                                                                                            | vor 1874                                              | Der Kottbusser Damm führt von der Kottbusser Straße, dem Planufer und dem Maybachufer an der Kottbusser Brücke bis zur Urbanstraße und Sonnenallee am Hermannplatz. Seine Hausnummern folgen dem Prinzip der Hufeisennummerierung. Bis 1916 schrieb man ihn Kottbuser Damm (nur ein „s“). Im Jahr 1883 hat Rixdorf die Zuständigkeit dieses Verkehrsweges an die Stadt Berlin abgegeben, denn bei der Straße steht „s. Berlin“. Dort ist sie unter ihrem bisherigen Namen fortgeführt mit dem Hinweis „Nummern 56 bis 100 geh. zu Rixdorf“. Nur die östlich des Kottbusser Damms gelegene Häuserzeile mit den Hausnummern 62–104 gehört zum Ortsteil, das Straßenland und die westliche Häuserzeile liegen in Kreuzberg. Der vorherige Name war vom 16. Jahrhundert bis vor 1874 Rixdorfer Damm. Zwischen 1917 und 1925 ist der Kottbusser Damm nicht im Berliner Adressbuch aufgeführt. | Kottbusser Damm                                                                                       |
| Kranoldplatz (Lage)                  | 0110 × 40                 | Viktor Ferdinand von Kranold (1838–1922), Eisenbahnbeamter                                                               | 22. Mai 1897                                          | Der Platz wird begrenzt von Kranoldstraße, Bruno-Bauer-Straße und Bendastraße. Auf dem Bebauungsplan war er zuvor als Platz B vermerkt. | Kranoldplatz                                                                                          |
| Kranoldstraße (Lage)                 | 0280                      | Viktor Ferdinand von Kranold (1838–1922), Eisenbahnbeamter                                                               | 22. Mai 1897                                          | Die Straße verläuft von der Bendastraße und dem Kranoldplatz bis zur Hermannstraße. Zuerst hießen ihre Teile laut Bebauungsplan Straße 201a, Straße 201b und Straße 201c. | Kranoldstraße                                                                                         |
| Krebsgang (Lage)                     | 0370                      | Krebs, Sternbild | 24. Mai 1958                                          | Der Krebsgang verläuft von der Sonnenallee bis zur Widderstraße. Zuvor war der Gang laut Bebauungsplan die Straße 5. Hier hatte die Stadt Neukölln im Rahmen der Straßennetzerweiterungen um die Sonnenallee das Abwasserpumpwerk Süd-Ost errichten lassen. | Krebsgang                                                                                             |
| Lahnstraße (Lage)                    | 1300                      | Lahn, rechter Nebenfluss des Rheins                                                                                      | um 1904                                               | Die Straße verläuft von der Neuköllnischen Allee bis zur Silbersteinstraße und zur Karl-Marx-Straße. Sie folgt dabei dem Prinzip der Orientierungsnummerierung. Zuerst war sie ein Teil der Straße 185. 1937 wurde die Straße um einen Teil der Köllnischen Allee verlängert. Im Bereich der Parzellen 14–24 bildet die Lahnstraße einen südwärtigen Arm, der entlang des Oberhafen-Ufers als Sackgasse verläuft. Gemäß den Adressbüchern der 1940er Jahre bestand dieser Abschnitt in den 1940er Jahren als Erschließungsnetz für die Hafenanlagen, gekreuzt von „Am Unterhafen“, „Hafenzufahrtsstraße“ und Am Oberhafen. Zwischen September und November 2018 wurden die Radwege auf einer Gesamtlänge von etwa 1800 Metern im Auftrag der Senatsverwaltung für Umwelt, Verkehr und Klimaschutz und durch das landeseigene Unternehmen Infravelo als Bauherr und Projektsteuerer mit grüner Farbe gekennzeichnet. | Lahnstraße                                                                                            |
| Laubestraße (Lage)                   | 0160                      | Heinrich Laube (1806–1884), Schriftsteller, Dramatiker und Theaterleiter                                                 | 6. Feb. 1903                                          | Die Laubestraße führt von der Elbestraße bis zur Wildenbruchstraße. Die vorherige Bezeichnung war laut Bebauungsplan Straße 25a. | Laubestraße                                                                                           |
| Leinestraße (Lage)                   | 0550                      | Leine, linker Nebenfluss der Aller                                                                                       | 30. Okt. 1899                                         | Sie führt von der Hermannstraße bis zur Oderstraße. Der Hausnummernverlauf folgt dem Prinzip der Hufeisennummerierung. Zuerst hieß sie laut Bebauungsplan Straße 165a. 1953 wurden auch die Straße 165b (an der sich die Baugewerkschule etabliert hatte) und Straße 165c in den heutigen Straßenverlauf einbezogen. | Leinestraße                                                                                           |
| Lenaustraße (Lage)                   | 0320                      | Nikolaus Lenau (1802–1850), österreichischer Schriftsteller                                                              | 9. Feb. 1901                                          | Die Straße verläuft vom Kottbusser Damm bis zur Reuterstraße. Die Hausnummern folgen dem Prinzip der Hufeisennummerierung. Die vorherige Bezeichnung der Lenaustraße war laut Bebauungsplan Straße 19a. Vor dem Haus mit der Nummer 21 befinden sich seit dem 14. November 2009 Stolpersteine für Hedwig Croner und Betty Reichl. | Lenaustraße                                                                                           |
| Leo-Slezak-Straße (Lage)             | 0300                      | Leo Slezak (1873–1946), Tenor                                                                                            | 1. Mai 1977                                           | Die Wohnstraße liegt in der High-Deck-Siedlung und wurde mit dieser in den 1970er Jahren angelegt. Alle Häuser der Siedlung sind über Fußgängerstege miteinander verbunden und können autofrei erreicht werden. Es ist eine Nebenstraße der Neuköllnischen Allee und verläuft zur Heinrich-Schlusnus-Straße. Die Hausnummern folgen dem Prinzip der Orientierungsnummerierung. Bevor die Straße 1977 ihren heutigen Namen erhielt, war sie nach Bebauungsplan als Straße 594 und Straße 595 trassiert. | Leo-Slezak-Straße                                                                                     |
| Leykestraße (Lage)                   | 0240                      | Gustav Leyke (1851–1910), Kommunalpolitiker in Rixdorf                                                                   | 12. Dez. 1911                                         | Die Leykestraße verläuft von der Hermannstraße bis zum Mittelweg. Der Hausnummernverlauf der 18 Häuser folgt dem Prinzip der Hufeisennummerierung. Zuerst war sie laut Bebauungsplan die Straße 207c, 1908 hatte sie den Namen Am Wasserturm erhalten. | Leykestraße                                                                                           |
| Liberdastraße (Lage)                 | 0180                      | Johann Liberda (1700–1742), Theologe                                                                                     | 2. Mai 1905                                           | Die Liberdastraße führt von der Pflügerstraße und der Reuterstraße bis zum Maybachufer. Zuerst hieß sie laut Bebauungsplan Straße 20a, die erst 1904 angelegt worden war. | Liberdastraße                                                                                         |
| Lichtenrader Straße (Lage)           | 0760                      | Lichtenrade, Ortsteil von Berlin; Richtung                                                                               | 7. März 1894                                          | Die Lichtenrader Straße verläuft von der Mahlower Straße bis zur Leinestraße. Die 62 Hausnummern folgen dem Prinzip der Hufeisennummerierung. Zuerst war sie laut Bebauungsplan die Straße 162. | Lichtenrader Straße                                                                                   |
| Lilienthalstraße (Lage)              | 0680                      | Otto Lilienthal (1848–1896), Luftfahrtpionier                                                                            | 7. Jan. 1928                                          | Der nördliche Teil der Lilienthalstraße verbindet den Südstern mit der Züllichauer Straße. Die Westseite der Straße und das Straßenland gehören zum Ortsteil Kreuzberg mit Altbauten auf der Kreuzberger Seite. Nur die Ostseite liegt im Ortsteil, hier stehen die Johannes-Basilika, die größte katholische Kirche der Stadt, und die Apostolische Nuntiatur, die Botschaft des Vatikans. Dieser Teil, zuvor Lehniner Straße und Siboldstraße, wurde 1929 in die Lilienthalstraße einbezogen. Der südliche Teil ist nicht asphaltiert und führt weiter zum Columbiadamm. Autos können von beiden Seiten einfahren und parken, jedoch ist die Durchfahrt in der Mitte durch Poller versperrt. Das Straßenland und die Westseite gehören zu Tempelhof. Nur die Ostseite liegt im Ortsteil, hier liegen der Standortfriedhof (mit einer Einfahrt vom Norden) sowie Sport- und Tennisplätze an der Ecke zum Columbiadamm. | Lilienthalstraße                                                                                      |
| Lohmühlenplatz (*) (Lage)            | 0070 × 40                 | Lohmühle, die 1752 hier errichtet worden war                                                                             | 1905                                                  | Der Lohmühlenplatz liegt zwischen Lohmühlenbrücke, Harzer Straße und Kiehlufer. Er kam beim Gebietsaustausch von 1988 zwischen Ost- und Westberlin zum Ortsteil. Zuerst hieß er laut Bebauungsplan Platz F. Von der Brücke geht die Lohmühlenstraße nordostwärts ab; das Straßenstück auf der Brücke und ein kleiner Abschnitt am Ufer entlang wurden 1902 noch zu Rixdorf gerechnet mit den Hausnummern 45–111; nun gehört die Lohmühlenstraße komplett zu Treptow. Das Ufer des Neuköllner Schifffahrtskanal bildet die westliche Platzbegrenzung. Er ist nicht amtlich gewidmet (*). Das zuständige Bezirksamt beabsichtigt, die Bereiche Lohmühlenplatz und Weichselplatz umzugestalten. Dazu gab es im Dezember 2012 eine Bürgerdiskussion mit Vorstellung der Projekte. | Lohmühlenplatz                                                                                        |
| Lucy-Lameck-Straße (Lage)            | 0500                      | Lucy Lameck (1934–1993), tansanische Politikerin                                                                         | 23. Apr. 2021                                         | Die zentral gelegene ruhige Wohnstraße mit Kopfsteinpflaster verläuft von der Hasenheide im Norden bis zur Karlsgartenstraße im Süden. Der Hausnummernverlauf folgt dem Prinzip der Hufeisennummerierung. Laut Bebauungsplan Straße 150, Abt. II, hieß sie von 1890 bis 2021 Wissmannstraße nach Hermann von Wissmann, dem Befehlshaber der ersten deutschen Kolonialtruppe in Ostafrika. Bei der Erstaufnahme in das Adressbuch 1891 wurde lediglich die ‚Waldschenke‘ als Ausschank der Bergschloßbrauerei angegeben. Das erhaltene und denkmalgeschützte Gebäude ist nunmehr die Nummer 32, in der sich die Werkstatt der Kulturen eingerichtet hat. Die Lage der Straße am Rande des Berliner Urstromtals bedingt eine leichte Steigung von der Straße Hasenheide zur Karlsgartenstraße. Die Häuser sind überwiegend Altbauten der Gründerzeit. | Wissmannstraße                                                                                        |
| Mahlower Straße (Lage)               | 0380                      | Mahlow, Ortsteil von Blankenfelde-Mahlow; Richtung                                                                       | 7. März 1894                                          | Die Mahlower Straße verläuft von der Hermannstraße zur Lichtenrader Straße. Der Hausnummernverlauf folgt dem Prinzip der Hufeisennummerierung. Zuerst war sie laut Bebauungsplan die Straße 155a. | Mahlower Straße                                                                                       |
| Mainzer Straße (Lage)                | 0710                      | Mainz, Landeshauptstadt von Rheinland-Pfalz                                                                              | 1896                                                  | Die Mainzer Straße verläuft von der Karl-Marx-Straße bis zur Rollbergstraße und zur Falkstraße. Zuerst war sie laut Bebauungsplan die Straße 214. 1903 wurde ein weiterer Teil in den heutigen Namen einbezogen. Der Bereich Mainzer Straße 46–52 wurde offiziell im Straßenverzeichnis als Marktplatz ausgewiesen. | Mainzer Straße                                                                                        |
| Manitiusstraße (Lage)                | 0350                      | Adolph Gebhard Manitius (1682–1754), Grundeigentümer in Rixdorf                                                          | 14. Apr. 1905                                         | Die Straße führt von der Liberdastraße bis zur Pannierstraße. Die vorherigen Bezeichnungen Straße 20b und Straße 20c wurden bei der Namensvergabe zusammengefasst. | Manitiusstraße                                                                                        |
| Mareschstraße (Lage)                 | 0210                      | Daniel Maresch (1833–1923), Kommunalpolitiker                                                                            | 14. Feb. 1907                                         | Die Mareschstraße führt von der Schudomastraße bis zur Sonnenallee. Sie wurde laut Bebauungsplan zuvor als Straße 17a angelegt. | Mareschstraße                                                                                         |
| Mariendorfer Weg (Lage)              | 0770                      | Mariendorf, Ortsteil von Berlin; Richtung                                                                                | vor 1895                                              | Der Mariendorfer Weg verläuft von der Hermannstraße, der Delbrückstraße und der Hertastraße zur Gottlieb-Dunkel-Straße und der Eschersheimer Straße. Der Hausnummernverlauf folgt dem Prinzip der Hufeisennummerierung. Bevor die Straße ihren heutigen Namen bekam, wurde sie laut Bebauungsplan Straße 167 genannt. Ein Teilstück des Mariendorfer Weges wurde 1895 in Hertastraße umbenannt. | Mariendorfer Weg                                                                                      |
| Maybachufer (Lage)                   | 1490                      | Albert von Maybach (1822–1904), Jurist und Politiker                                                                     | nach 1884                                             | Das Maybachufer besitzt eine gute Wohnlage im Bezirk und verläuft mit 64 Hausnummern entlang des Landwehrkanals vom Kottbusser Damm bis zur Weichselstraße am Lohmühlenplatz. Die ursprüngliche Bezeichnung der Uferstraße war Wiesenufer. Diese Uferstraße wurde 1883 wahrscheinlich an die Stadt Berlin abgetreten, denn bei Wiesen Ufer (erste Schreibweise) steht „s. Berlin“. Dort gibt es dann den Hinweis „geh. zu Rixdorf“. Vor dem Haus mit der Nummer 8 wurden am 13. September 2008 Stolpersteine für Markus und Flora Goldstein, Lucie, Rosa und Selma Meyer und Georg Lichtenstein verlegt. – Die Straße ist überregional bekannt durch den dienstags und freitags stattfindenden Türkenmarkt „BiOriental“. Straßencafés und der türkische Wochenmarkt prägen den Charakter der Straße. Interessant ist die „Ankerklause“, eine Kneipe an der Ecke zum Kottbusser Damm mit einem Balkon über dem Landwehrkanal. | Maybachufer                                                                                           |
| Mergenthalerring (Lage)              | 0660                      | Ottmar Mergenthaler (1854–1899), Erfinder und Unternehmer                                                                | 1. Nov. 1983                                          | Der Mergenthalerring verläuft von der Kiefholzstraße bis zur Dieselstraße. Vor ihrer Benennung im Jahr 1983 war der Verkehrsweg eine namenlose Privatstraße, die für den öffentlichen Verkehr zugänglich war. | Mergenthalerring                                                                                      |
| Michael-Bohnen-Ring (Lage)           | 0720                      | Michael Bohnen (1887–1965), Opernsänger und Schauspieler                                                                 | 15. Juni 1976                                         | Die Wohnstraße ist eine Nebenstraße der Sonnenallee in der High-Deck-Siedlung und entstand in den 1970er Jahren. Alle Häuser der Siedlung sind über Fußgängerstege miteinander verbunden und können autofrei erreicht werden. Er geht von der Sonnenallee U-förmig ab. Der Ring entstand durch Zusammenlegung der Straße 590 und Straße 592. | Michael-Bohnen-Ring                                                                                   |
| Mierstraße (Lage)                    | 0160                      | Friedrich Wilhelm Mier (1836–1912), Kommunalpolitiker                                                                    | 3. Juni 1916                                          | Die Straße verläuft von der Lahnstraße bis zum Mittelbuschweg. Zuerst hieß sie laut Bebauungsplan Straße 180h. | Mierstraße                                                                                            |
| Mittelbuschweg (Lage)                | 0450                      | Mittelbusch, historischer Flurname                                                                                       | um 1896                                               | Der Mittelbuschweg führt von der Niemetzstraße bis zur Lahnstraße. Zuerst war der Weg laut Bebauungsplan die Straße 185a. | Mittelbuschweg                                                                                        |
| Mittelweg (Lage)                     | 0770                      | Lage der Straße in der Mitte Rixdorfs                                                                                    | um 1896                                               | Der Mittelweg führt von der Kopfstraße bis zur Thomasstraße. Bei der Namensvergabe wurden die Straße 207 und Straße 207f zusammengeführt. | Mittelweg                                                                                             |
| Morusstraße (Lage)                   | 0410                      | Thomas Morus (um 1478–1535), englischer Staatsmann und Autor                                                             | 14. Feb. 1950                                         | Die Straße verläuft von der Werbellinstraße bis zum Mittelweg. Vor 1878 bis 1950 trug sie den Namen Lessingstraße. | Morusstraße                                                                                           |
| Nansenstraße (Lage)                  | 0510                      | Fridtjof Nansen (1861–1930), norwegischer Polarforscher                                                                  | 4. Nov. 1898                                          | Die Straße führt vom Maybachufer ab und endet als Sackgasse am Reuterplatz. Der Hausnummernverlauf folgt dem Prinzip der Hufeisennummerierung. Zuerst hieß sie laut Bebauungsplan Straße 20. Vor dem Haus mit der Nummer 18 befindet sich ein am 12. September 2008 verlegter Stolperstein für Elias Radsanowicz. Im Jahr 2014 ließen im Haus Nummer 22 Interessenten aus einer 20 Jahre lang leerstehenden Bäckerei ein Kino mit dem Namen IL Kino herrichten. Teile der Ausstattung besorgte die Betreiberin Carla Molino über E-Bay. Das relativ kleine Filmtheater mit 52 Sitzplätzen zeigt Dokumentarfilme und Arthouse-Filme in Originalsprache mit Untertiteln in bis zu sechs Vorstellungen pro Tag. Im Jahr 2016 wählten die Organisatoren der Berlinale den Raum als Spielort. | Nansenstraße                                                                                          |
| Naumburger Straße (Lage)             | 0440                      | Naumburg, Kreisstadt in Sachsen-Anhalt                                                                                   | 11. Jan. 1904                                         | Die Naumburger Straße führt von der Lahnstraße bis zur Grenzallee. Bei der Namensvergabe wurden die Straße 180 und die Straße 180b zusammengefasst. | Naumburger Straße                                                                                     |
| Neckarstraße (Lage)                  | 0240                      | Neckar, Fluss in Baden-Württemberg                                                                                       | 17. Okt. 1902                                         | Die Neckarstraße verläuft von der Karl-Marx-Straße bis zur Isarstraße. Der Hausnummernverlauf folgt dem Prinzip der Hufeisennummerierung. Zuerst hieß sie laut Bebauungsplan Straße 209. | Neckarstraße                                                                                          |
| Neißestraße (Lage)                   | 0060                      | Lausitzer Neiße und Glatzer Neiße, linke Nebenflüsse der Oder                                                            | 9. Sep. 1899                                          | Die Straße verläuft von der Siegfriedstraße zur Emser Straße. Zuerst hieß sie laut Bebauungsplan Straße 164a. | Neißestraße                                                                                           |
| Nernstweg (Lage)                     | 0470                      | Walther Nernst (1864–1941), Physiker und Chemiker                                                                        | 1. Sep. 1974                                          | Der Nernstweg verläuft als Fußweg von der Aronsstraße bis zur Dieselstraße. Zuerst war der Weg laut Bebauungsplan der Fußweg 561. | Nernstweg                                                                                             |
| Netzestraße (Lage)                   | 0170                      | Netze, Nebenfluss der Warthe in Polen                                                                                    | 11. Sep. 1901                                         | Die Netzestraße geht von der Warthestraße ab. Zuerst hieß sie laut Bebauungsplan Straße 170b. | Netzestraße                                                                                           |
| Neuköllnische Allee (Lage)           | 1350                      | Neukölln, Ortsteil von Berlin                                                                                            | 11. März 1937                                         | Die Neuköllnische Allee führt von der Lahnstraße bis zur Forsthausallee. Der Hausnummernverlauf folgt dem Prinzip der Orientierungsnummerierung. Die vorherigen Namen waren vor 1857 bis um 1902 Kaiserstraße, danach Kanner Chaussee und ab 1912 Köllnische Allee. Auf der Nordostseite der Straße stehen Wohnblocks aus den 1920er Jahren und an der Grenze zum früheren Ost-Berlin am Heidekampgraben entlang ist in den 1970er Jahren die High-Deck-Siedlung entstanden. In den 1940er Jahren weist das Adressbuch unter „Neukölln. Allee 60–74 und 78“ die „Zöllner Werke – Gesellschaft für Farben und Lackfabrikation GmbH“ aus. Auf der südlichen Straßenseite gibt es große Industrieansiedlungen mit starkem Lkw-Verkehr. Am Ostende geht die Straße in die Forsthausallee nach Alt-Treptow über. Hier verläuft ein Teil des Neuköllner Gartenkulturpfades. | Neuköllnische Allee                                                                                   |
| Neuwedeller Straße (Lage)            | 0080                      | Neuwedell, Stadt in der Provinz Pommern, heute Drawno in Polen                                                           | 22. Apr. 1920                                         | Die Straße verläuft von der Kopfstraße bis zum Mittelweg. Vor ihrer Benennung war sie im Bebauungsplan die Straße 207d. | Neuwedeller Straße                                                                                    |
| Niemetzstraße (Lage)                 | 0590                      | Daniel Benjamin Niemetz (1853–1910), Gemeindevorsteher und Stadtrat in Rixdorf                                           | 18. Jan. 1906                                         | Die Niemetzstraße verläuft von der Böhmischen Straße bis zur Lahnstraße. Der Hausnummernverlauf folgt dem Prinzip der Orientierungsnummerierung. 1906 und 1937 wurden Teile der Kanner Straße in den heutigen Namen umbenannt. | Niemetzstraße                                                                                         |
| Nobelstraße (Lage)                   | 1000                      | Alfred Nobel (1833–1896), schwedischer Chemiker und Erfinder                                                             | 20. Aug. 1958                                         | Die Straße verläuft von der Britzer Allee über die Bergiusstraße. Der Hausnummernverlauf folgt dem Prinzip der Orientierungsnummerierung. Die vorherigen Straße 12 IV und Straße 424 wurden bei der Namensvergabe zusammengelegt. Die Straße liegt in einem Industriegebiet am Britzer Verbindungskanal. Neben einer Kaffeerösterei gibt es hier Speditionen und eine Zigarettenfabrik. | Nobelstraße                                                                                           |
| Nogatstraße (Lage)                   | 0620                      | Nogat, Mündungsarm der Weichsel                                                                                          | 30. Okt. 1899                                         | Die Nogatstraße verläuft von der Kirchhofstraße bis zur Hermannstraße. Zuerst hieß sie laut Bebauungsplan Straße 203b. | Nogatstraße                                                                                           |
| Oderstraße (Lage)                    | 1100                      | Oder, Fluss in Tschechien, Polen und Deutschland                                                                         | 9. Sep. 1899                                          | Sie wurde laut Bebauungsplan als Straße 164 trassiert. Die Oderstraße liegt mit den Grundstücken 1–22 und 172–192 (fortlaufend) als gepflasterte Straße in einem südlichen Abschnitt zwischen Siegfried- und Warthestraße, wobei sie als Sackgasse nach Nord zum ehemaligen St.Thomas-Kirchhof führt. Grundstück 5 ist der St. Jacobi-Kirchhof II. An der Westseite (172–192) dieses Straßenabschnitts liegt der „Werner-Seelenbinder-Sportpark Neukölln“ hinter einer grünen Buschfront. Vom südlichen Straßenende führt die Oderstraßenbrücke zur Ortsteil- und Bezirksgrenze und der Verkehrsweg setzt sich in Tempelhof-Schöneberg an der Kreuzung Silberstein-/ Oberland-/ Eschersheimer Straße fort. Am Nordende auf Grundstück 22 befindet sich ein Jugendclub mit Bolzplatz. Bis zur Schließung des Flugplatzes wurde der Verlauf der Oderstraße unterbrochen, da das östliche Ende der Start- und Landebahn 50 Meter über die Straßentrasse führte. Ein nördlicher Abschnitt, asphaltiert mit einem gepflasterten Parkstreifen, und den Grundstücken 28–52 an der östlichen Straßenseite liegt zwischen Leine- und Herrfurthstraße. Die westliche Straßenseite ist der Ostrand des Flugfeldes und Leine-, Oker-, Aller-, Kienitzer und Herrfurthstraße enden an der Oderstraße von Osten her. Nördlich der Straße liegt die KGA „Odertal“. Die Verbindung zwischen den beiden Abschnitten der Oderstraße bildet ein „Schwarzer Weg“ (Länge 180 Meter, Lage), der beim Umbau vom Flughafen Tempelhof aufgewertet wurde. Für die Westseite des Nordabschnitts der Oderstraße ist Wohnungsbau vorgesehen. Auf dem Schwarzen Weg und am Nordabschnitt verläuft der grüne Hauptweg Nr. 18. Dieser als Innerer Parkring bezeichnete Wander- und Radweg umschließt hier ostwärts das Flugfeld Tempelhof. Die Zuführung ist ein Radweg, der zwischen ehemaligem St. Thomas- und dem Kirchhof V der Jerusalemer und Neuen Kirchgemeinde zur Hermannstraße gegenüber Thomasstraße führt und kreuzt am Schwarzen Weg. Auf der amtlichen Karte als 'Grüner Weg' bezeichnet, lautet die Bezeichnung andererseits Kirchhofweg. In der Oderstraße hat sich in den späten 1990er Jahren das Rollheimerdorf angesiedelt, in dem rund 25 Personen alternativ leben. Außerdem geht gegenüber dem hier angrenzenden St.-Jacobi-Friedhof ein Straßenarm ab, der als Zufahrt für den Werner-Seelenbinder-Sportpark dient. Vor dem Haus 50 befinden sich seit dem 14. November 2009 Stolpersteine für Berta und Salomon Bikales. | Oderstraße · Schwarzer Weg                                                                            |
| Okerstraße (Lage)                    | 0560                      | Oker, Nebenfluss der Aller in Niedersachsen                                                                              | 30. Okt. 1899                                         | Die Okerstraße verläuft in West-Ost-Richtung zwischen der Oder- und der Hermannstraße und wird etwa in ihrer Mitte von der Schillerpromenade gekreuzt. Zuerst hieß sie laut Bebauungsplan Straße 163b. Bei der Namensvergabe schrieb man sie zuerst Ockerstraße (Adressbuch 1901). Die Okerstraße gilt zusammen mit den benachbarten Straßen als Problemkiez. Um den Problemen entgegenzutreten, initiierten das Bezirksamt Neukölln und das Quartiersmanagement Schillerpromenade gemeinsam die Task Force Okerstraße (TFO). Wegen der Arbeit der TFO wurde das Quartiersmanagement wiederholt von linksextremen Gruppen angegriffen. Die Initiative Tempelhof für alle kritisierte, die Task Force wolle Mittellose aus dem Kiez vertreiben. | Okerstraße                                                                                            |
| Onckenstraße (Lage)                  | 0150 (im Ortsteil)        | August Oncken (1844–1911), Nationalökonom                                                                                | 17. Mai 1930                                          | Die Onckenstraße verläuft vom Schmollerplatz bis zum Kiehlufer. Der Hausnummernverlauf folgt dem Prinzip der Orientierungsnummerierung. Ein Teil der Straße liegt in Alt-Treptow. Der als Straße 8 im 19. Jh. angelegte Verkehrsweg erhielt 1909 in ganzer Länge den Namen Krüllsstraße. 1930 wurde die westliche Hälfte in Onckenstraße umbenannt, und erhielt damit wie die benachbarten Straßen in Alt-Treptow (Lexisstraße, Mengerzeile, Schmollerplatz und Schmollerstraße) Nationalökonomen als Namensgeber. | Onckenstraße                                                                                          |
| Ossastraße (Lage)                    | 0350                      | Ossa, Nebenfluss der Weichsel in Polen                                                                                   | 11. Aug. 1909                                         | Die Straße führt jeweils über die Weichselstraße und die Fuldastraße hinaus. Die vorherigen Teile hießen laut Bebauungsplan Straße 38 und Straße 38c. | Ossastraße                                                                                            |
| Pannierstraße (Lage)                 | 0750                      | Rudolf Pannier (1821–1897), Jurist und Politiker                                                                         | 7. März 1894                                          | Die Pannierstraße verläuft von der Donaustraße bis zum Maybachufer und der Glogauer Straße. Der Hausnummernverlauf folgt dem Prinzip der Hufeisennummerierung. Zuerst hieß sie laut Bebauungsplan Straße 5. | Pannierstraße                                                                                         |
| Peter-Anders-Straße (Lage)           | 0260                      | Peter Anders (1908–1954), Tenor                                                                                          | 1. Apr. 1976                                          | Die Straße verläuft von der Sonnenallee bis zum Michael-Bohnen-Ring und befindet sich in der Neuköllner High-Deck-Siedlung. Zuerst hieß sie laut Bebauungsplan Straße 591. | Peter-Anders-Straße                                                                                   |
| Pflügerstraße (Lage)                 | 1100                      | Karl Pflüger (1784–1833), Gemeindeschulze von Deutsch-Rixdorf (1814–1830)                                                | um 1901                                               | Die Straße verläuft vom Kottbusser Damm über die Reuterstraße und von der Nansenstraße bis zum Weigandufer. Der vorherige Name war Straße 19. Von der Friedelstraße bis zum Weigandufer war sie die Straße 18 und wurde 1901 in die Pflügerstraße einbezogen. | Pflügerstraße                                                                                         |
| Planetenstraße (Lage)                | 0770                      | Planeten des Sonnensystems                                                                                               | 22. Apr. 1920                                         | Die Planetenstraße verläuft von der Wegastraße bis zur Neuköllnischen Allee. Der Hausnummernverlauf folgt dem Prinzip der Orientierungsnummerierung. Zuerst hieß sie laut Bebauungsplan Straße 16 V. | Planetenstraße                                                                                        |
| Reinholdstraße (Lage)                | 0180                      | Reinhold, männlicher Vorname                                                                                             | 9. Sep. 1899                                          | Die Reinholdstraße verläuft von der Walterstraße bis zur Bruno-Bauer-Straße. Zuvor wurde sie als Straße 201d bezeichnet. | Reinholdstraße                                                                                        |
| Reuterplatz (Lage)                   | 0170 × 100 (Dreiecksform) | Fritz Reuter (1810–1874), Dichter und Schriftsteller                                                                     | 9. Feb. 1901                                          | Der Platz liegt an der Reuterstraße und der Nansenstraße. Er entstand durch Zusammenlegung von Platz 20a und Platz Y. | Reuterplatz                                                                                           |
| Reuterstraße (Lage)                  | 1230                      | Fritz Reuter (1810–1874), Dichter und Schriftsteller                                                                     | 9. Feb. 1893                                          | Die Reuterstraße verläuft von der Boddinstraße bis zur Pflügerstraße. Der Hausnummernverlauf folgt dem Prinzip der Hufeisennummerierung. Bei ihrer Namensverleihung wurden die Straße 214a, Straße 216 und Straße 216a zusammengefasst. Auch ihr Verlauf änderte sich mit den Jahren. So war sie auf einem Stadtplan aus dem Jahr 1896 von der damals namenlosen Weserstraße bis zur Münchener Straße eingezeichnet. | Reuterstraße                                                                                          |
| Richardplatz (Lage)                  | 0270 × 50                 | Richardshof, ein Ordenshof des Templerordens                                                                             | vor 1877                                              | Der ruhige Richardplatz mit einer guten Verkehrsanbindung wird begrenzt von Kirchhofstraße, Schudomastraße, Richardstraße und Hertzbergstraße. Hier lag der alte Rixdorfer Dorfanger. Nach seiner Benennung schrieb man ihn einige Jahre Richard Platz. Er ist überwiegend mit Altbauten bestanden, neben Mehrfamilienhäusern geht der Platz an der nördlichen Seite in das Böhmische Dorf mit seinen Einfamilienhäusern über. Restaurants und Cafés liegen um den Platz mit der alten Dorfkirche, ein Treffpunkt ist die Alte Dorfschmiede und bemerkenswert ist der alljährliche Weihnachtsmarkt. | Der Richardplatz                                                                                      |
| Richardstraße (Lage)                 | 1110                      | Richardshof, ein Ordenshof des Templerordens                                                                             | 18. Apr. 1895                                         | Die Richardstraße verläuft von der Karl-Marx-Straße und der Ganghoferstraße bis zur Braunschweiger Straße. Die Richardstraße beginnt an der Ganghoferstraße als dicht bebaute Innenstadtstraße mit Mietshäusern, die noch überwiegend aus der Ende des 19. Jahrhunderts stammen. Nach Süden hin werden die Häuser kleiner und bilden schließlich nördlich vom Richardplatz eine kleine Siedlung mit Einfamilienhäusern und Gärten, die zusammen mit dem Comenius-Garten das denkmalgeschützte Bauensemble Böhmisches Dorf Rixdorf mit alter Schmiede und Tagelöhnerstätte mit historischer Rauchküche bilden. Südlich vom Richardplatz setzt sich die Straße wieder als dicht bebaute Innenstadtstraße fort. Die Hausnummern folgen dem Prinzip der Hufeisennummerierung. Die Richardstraße wurde aus der vor 1874 angelegten Berliner Straße ausgegliedert, die einen anderen Verlauf bekam. Vor dem Haus mit der Nummer 49 befindet sich ein am 14. November 2009 verlegter Stolperstein für Horst Kuss. | Richardstraße                                                                                         |
| Ringbahnstraße (Lage)                | 0380                      | die hier parallel verlaufende Berliner Ringbahn                                                                          | 18. Apr. 1895                                         | Die Ringbahnstraße entstand, als durch den Bau der Ringbahn 1870 die alte Kirchhofstraße unterbrochen wurde. Deren südlicher Teil (seit 1895 Hertastraße) wurde abgetrennt und entlang der Ringbahn verlängert (seit 1895 Ringbahnstraße). Vor 1895 waren beide Straßen in den Mariendorfer Weg einbezogen und endeten im Osten an der damaligen Brücke an der neuen Kirchhofstraße (seit 1895 Walterstraße). Nach dem Abriss der Brücke um 1895 wurde die neu benannte Ringbahnstraße bis zur heutigen Karl-Marx-Straße verlängert und südlich mit Wohnhäusern bebaut. An der nördlichen Seite entstand der Güterbahnhof Neukölln, der noch um 2010 als einer der letzten Ringbahn-Güterbahnhöfe in Betrieb war. | Ringbahnstraße                                                                                        |
| Roland-Krüger-Straße (Lage)          | 090                       | Roland Krüger, 2003 in Neukölln ermordeter Polizist                                                                      | 27. Feb. 2020                                         | Aus dem östlichen Ende der Kopfstraße zwischen der Morusstraße und dem Park Lessinghöhe wurde im Februar 2020 die Roland-Krüger-Straße. | Roland-Krüger-Straße                                                                                  |
| Rollbergstraße (Lage)                | 0750                      | Rollberge, eine im Ortsteil liegende Anhöhe                                                                              | 14. Feb. 1950                                         | Die Straße verläuft mit den Hausnummern 1–41 von der Karl-Marx-Straße über die Morusstraße und mit den Nummern 64–79 von der Hermannstraße bis zur Mainzer Straße. Der erste Name war Rollberge, von vor 1877 bis 1950 hieß sie Jägerstraße. | Rollbergstraße                                                                                        |
| Roseggerstraße (Lage)                | 0630                      | Peter Rosegger (1843–1918), österreichischer Schriftsteller                                                              | 12. Aug. 1908                                         | Die Roseggerstraße verläuft von der Donaustraße bis zum Weigandufer. Der Hausnummernverlauf folgt dem Prinzip der Hufeisennummerierung. Zuerst war sie laut Bebauungsplan die Straße 14. | Roseggerstraße                                                                                        |
| Rübelandstraße (Lage)                | 0130                      | Rübeland, Ortsteil der Stadt Oberharz am Brocken in Sachsen-Anhalt                                                       | 2. März 1910                                          | Die Straße verläuft mit den Hausnummern 3–11 von Thomasstraße bis zur Jonasstraße und mit den Nummern 13–17 von Schierker Straße bis zur Nogatstraße. Zuerst war sie laut Bebauungsplan die Straße 202. | Rübelandstraße                                                                                        |
| Rübezahlstraße (Lage)                | 0140                      | Rübezahl, Berggeist (Schrat) des Riesengebirges                                                                          | 18. Jan. 1922                                         | Die Rübezahlstraße führt vom Drosselbartweg bis zur Wegastraße. Zuerst war sie laut Bebauungsplan die Straße 34. Sie wurde um 1928 um einen Teil der Straße Am Schulenburgpark erweitert und verlief danach von der Wassermannstraße über die Drosselbartstraße zur Sonnenallee. Um 1930 gab es eine erneute Verkürzung bis zur Drosselbartstraße. | Rübezahlstraße                                                                                        |
| Rütlistraße (Lage)                   | 0290                      | Rütli, Bergwiese in der Schweiz und Ort des Rütlischwurs                                                                 | 18. Jan. 1906                                         | Die Rütlistraße verläuft von der Weserstraße bis zur Pflügerstraße. Zuerst war sie laut Bebauungsplan die Straße 6. Bis 1951 verlief sie von der Weserstraße durchgehend bis zum Maybachufer, danach nur noch bis zur Pflügerstraße. Bundesweit bekannt wurde 2006 die hier ansässige 1. Gemeinschaftsschule, als Lehrer beim Berliner Bildungssenator die Schließung der Schule verlangten, weil sie die Gewalt durch Schüler nicht mehr eindämmen konnten. Im Jahr 2012 konnte das Bezirksamt eine ‚Quartierssporthalle‘ in dieser Straße einweihen. | Rütlistraße                                                                                           |
| Saalestraße (Lage)                   | 1140                      | Saale, Nebenfluss der Elbe in Deutschland                                                                                | 20. Jan. 1901                                         | Die Saalestraße verläuft von der Karl-Marx-Straße und der Emser Straße bis zur Sonnenallee. Der Hausnummernverlauf folgt dem Prinzip der Hufeisennummerierung. Bevor die Straße ihren heutigen Namen erhielt, trug sie die Bezeichnung Straße 250c. Zunächst existierte auch eine Neue Saalestraße, die um 1909 in die Saalestraße mit einbezogen wurde. | Saalestraße                                                                                           |
| Saltykowstraße (Lage)                | 0130                      | Michail Jewgrafowitsch Saltykow-Schtschedrin (1826–1889), russischer Schriftsteller                                      | 19. März 1929                                         | Die Straße verläuft von der Karl-Marx-Straße bis zur Bornsdorfer Straße. Sie trug zunächst die Bezeichnung Straße 202d. Nach ihrer Benennung in Saltykowstraße trug sie zwischen 1934 und 1947 den Namen Wanzlikstraße. | Saltykowstraße                                                                                        |
| Sanderstraße (Lage)                  | 0350                      | Hermann Sander (1845–1939), Fabrikant und Kommunalpolitiker in Neukölln (Gemeindevorsteher; Stadtverordneter)            | 14. Feb. 1907                                         | Die Sanderstraße verläuft vom Kottbusser Damm bis zur Friedelstraße. Zuvor trug sie auf dem Bebauungsplan die Bezeichnung Straße 10b. Im Haus Nummer 10 wohnte im Jahr 1910 der Architekt Otto Zeiske, der an einem späteren Baudenkmal in der Oranienstraße Berlin-Kreuzberg beteiligt war. Vor dem Haus mit der Nummer 20 befinden sich Stolpersteine für Max Adler, Else und Gerhard Jolles und Heinrich Putziger, und vor dem Haus mit der Nummer 28 ein weiterer Stein für Gertrud Tikotin. Verlegt wurden die Stolpersteine am 14. November 2009. | Sanderstraße                                                                                          |
| Sasarsteig (Lage)                    | 0100                      | Dietrich von Sasar, Komtur des Templerordens im 14. Jahrhundert                                                          | 15. Mai 1960                                          | Der Sasarsteig verläuft von der Mainzer Straße bis zur Reuterstraße. Die erste Bezeichnung der Straße war Straße 213b. Zum Namensgeber findet sich im Internet noch eine Polemik, die ‚Sasar‘ von ‚Ziesar‘ herleitet. | Sasarsteig                                                                                            |
| Schandauer Straße (Lage)             | 0170                      | Bad Schandau, Stadt in Sachsen                                                                                           | 11. Jan. 1904                                         | Die Schandauer Straße führt von der Elbestraße bis zur Wildenbruchstraße. Zuerst hieß sie laut Bebauungsplan Straße 38a. | Schandauer Straße                                                                                     |
| Schierker Platz (Lage)               | 0080 × 40                 | Schierke, Stadtteil von Wernigerode in Sachsen-Anhalt                                                                    | 29. März 1939                                         | Der Schierker Platz liegt an der Selkestraße, der Nogatstraße und der Schierker Straße. Der vorherige Name war von 1909 bis 1939 Stubenrauchplatz. | Schieker Platz                                                                                        |
| Schierker Straße (Lage)              | 0770                      | Schierke, Stadtteil von Wernigerode in Sachsen-Anhalt                                                                    | 28. Nov. 1908                                         | Die Straße verläuft von der Karl-Marx-Straße und der Kirchhofstraße bis zur Hermannstraße. Der Hausnummernverlauf folgt dem Prinzip der Hufeisennummerierung. Zuvor trug sie die Bezeichnung Straße 205. Vor dem Haus mit der Nummer 5 befinden sich seit dem 14. November 2009 Stolpersteine für Hanna, Hulda, Ruth und Siegfried Zadek. | Schierker Straße                                                                                      |
| Schillerpromenade (Lage)             | 0320 + 140                | Friedrich Schiller (1759–1805), Dichter                                                                                  | 2. Mai 1905                                           | Die Schillerpromenade verläuft von der Selchower Straße bis zur Leinestraße. Der Hausnummernverlauf folgt dem Prinzip der Hufeisennummerierung. Bei der Namensvergabe wurden die Straße 158 und Straße 160 zusammengefasst. Die Straße wird durch den Herrfurthplatz geteilt. | Schillerpromenade Ecke Selchower Straße                                                               |
| Schinkestraße (Lage)                 | 0230                      | Johann Friedrich Schinke (1826–1875), Gemeindeschulze in Deutsch-Rixdorf                                                 | vor 1874                                              | Die zwischen 1850 und 1857 angelegte Straße verläuft vom Kottbusser Damm bis zum Maybachufer. Die Hausnummern sind nach dem Prinzip der Hufeisennummerierung vergeben. | Schinkestraße                                                                                         |
| Schmalenbachstraße (Lage)            | 0560                      | Eugen Schmalenbach (1873–1955), Wirtschaftswissenschaftler                                                               | 1. Juni 1966                                          | Die Straße führt von der Haberstraße bis zur Nobelstraße. Der erste Name auf dem Bebauungsplan war Straße 427. | Schmalenbachstraße                                                                                    |
| Schöneweider Straße (Lage)           | 0210                      | Ober- und Niederschöneweide, Berliner Ortsteile; Richtung                                                                | vor 1885                                              | Die Straße verläuft von der Wipperstraße bis zur Richardstraße. Der Hausnummernverlauf folgt dem Prinzip der Hufeisennummerierung. Vor der Namensgebung gab es 1884 an der Stelle mit einem einzigen Haus („Haase'sches Haus“) die Lazarusstraße, die damit wohl zunächst so genannt werden sollte. Bis 1899 wurde sie Schönweiderstraße [ohne „e“] geschrieben. | Schöneweider Straße                                                                                   |
| Schönstedtstraße (Lage)              | 0240                      | Karl von Schönstedt (1833–1924), preußischer Jurist und Politiker                                                        | 30. Okt. 1899                                         | Die Schönstedtstraße verläuft von der Karl-Marx-Straße bis Sonnenallee. Zuerst hieß sie laut Bebauungsplan Straße 8a. In der Schönstedtstraße 13 befand sich das Volksbildungsamt als Teil der Neuköllner Verwaltung. In einem dieser Räume war in den 1930er Jahren das Stadt Weltpanorama Neukölln zu besichtigen (Beschreibung: „Vorführung von Glas-Stereoskopbildern über Kunst, Natur und Völkerkunde“). Der Verbleib ist nicht bekannt. | Schönstedtstraße                                                                                      |
| Schudomastraße (Lage)                | 0540                      | Johann Schudoma (1840–1903), Kommunalpolitiker in Rixdorf                                                                | 18. Jan. 1906                                         | Die Schudomastraße verläuft vom Richardplatz bis zur Saalestraße. Der Hausnummernverlauf folgt dem Prinzip der Hufeisennummerierung. Zuvor wurde sie laut Bebauungsplan als Straße 84b bezeichnet. | Schudomastraße                                                                                        |
| Schwarzastraße (Lage)                | 0130                      | Schwarza, linker Nebenfluss der Saale in Thüringen                                                                       | 18. Apr. 1913                                         | Die Straße verläuft von der Braunschweiger Straße und der Schudomastraße bis zur Saalestraße. Der erste Name war Straße 84c. | Schwarzastraße                                                                                        |
| Selchower Straße (Lage)              | 0390                      | Selchow, Ortsteil der Gemeinde Schönefeld in Brandenburg                                                                 | 17. März 1894                                         | Die Straße verläuft von der Hermannstraße bis zur Lichtenrader Straße. Der Hausnummernverlauf folgt dem Prinzip der Hufeisennummerierung. Die erste Bezeichnung der Selchower Straße war Straße 155. | Selchower Straße                                                                                      |
| Selkestraße (Lage)                   | 0390                      | Selke, rechter Nebenfluss der Bode in Sachsen-Anhalt                                                                     | 4. Nov. 1898                                          | Die Selkestraße verbindet sowohl die Emser Straße und die Schierker Straße, als auch die Jonasstraße und die Thomasstraße. Dazwischen liegt der Körnerpark. Bei der Namensvergabe wurden die Straße 204a und Straße 204b zusammengefasst. | Selkestraße                                                                                           |
| Siegfried-Aufhäuser-Platz (*) (Lage) | 0030 (Radius)             | Siegfried Aufhäuser (1884–1969), Gewerkschaftsführer und Sozialdemokrat                                                  | 6. Dez. 1984                                          | Der Platz hat die Form eines Halbkreises und wird umgeben von Schudomastraße, Schwarzastraße und Saalestraße. Er wurde erst ab 1980 angelegt, im amtlichen Verzeichnis ist er nicht enthalten (Stand: Januar 2013). | Siegfried-Aufhäuser-Platz                                                                             |
| Siegfriedstraße (Lage)               | 1170                      | Siegfried, Held des Nibelungenliedes                                                                                     | 1895                                                  | Die Straße führt von der Kirchhofstraße bis zur Oderstraße. Der Hausnummernverlauf folgt dem Prinzip der Hufeisennummerierung. Die vorherigen Teile hießen laut Bebauungsplan Straße 103a und Straße 203c. | Siegfriedstraße                                                                                       |
| Silbersteinstraße (Lage)             | 1410                      | Raphael Silberstein (1873–1926), Berliner Kommunalpolitiker                                                              | 14. Feb. 1950                                         | Die Straße verläuft von der Lahnstraße und der Karl-Marx-Straße bis zur Oberlandstraße und Eschersheimer Straße. Die Hausnummern folgen dem Prinzip der Orientierungsnummerierung. Die Straße wurde bei der Namensvergabe aus der Straße 185 und Straße 201 zusammengelegt. Vor 1878 bis 1950 hieß der Straßenabschnitt westlich der Hermannstraße Knesebeckstraße. Der heutige östliche Abschnitt bis Bendastraße war dagegen ein Teil der Ringbahnstraße. Vor dem Haus mit der Nummer 97 befindet sich ein am 14. November 2009 verlegter Stolperstein für Klara Jacob. | Silbersteinstraße                                                                                     |
| Sinsheimer Weg (Lage)                | 0240                      | Sinsheim, Stadt im Rhein-Neckar-Kreis in Baden-Württemberg                                                               | 18. Feb. 1960                                         | Der Sinsheimer Weg verläuft von der Heidelberger Straße bis zur Harzer Straße und zur Brockenstraße. Der erste Name war Straße 33. Ein Abschnitt der Straße wurde erst am 1. Juli 1989 mit in den Sinsheimer Weg einbezogen. | Sinsheimer Weg                                                                                        |
| Siriusstraße (Lage)                  | 0100                      | Sirius, Doppelsternsystem im Sternbild „Großer Hund“                                                                     | 22. Apr. 1920                                         | Die Straße verläuft von der Planetenstraße über die Delphinstraße. Zuerst hieß sie laut Bebauungsplan Straße 12. | Siriusstraße                                                                                          |
| Sonnenallee (Lage)                   | 4520 (im Ortsteil)        | Sonne, Zentralgestirn unseres Planetensystems                                                                            | 20. Apr. 1920 (mit Erweiterungen und Unterbrechungen) | Am 20. April 1920 erhielt der erste Abschnitt, laut Bebauungsplan zuerst Straße 84 von der Ringbahn bis zum Neuköllner Schifffahrtskanal, den Namen Sonnenallee. Eine spätere Verlängerung bis zur Baumschulenstraße in der Gemarkung Treptow wurde 1928 in die Sonnenallee einbezogen. Zwischen 1938 und 1947 hieß die gesamte Straße Braunauer Straße, in der nun auch die Kaiser-Friedrich-Straße aufgegangen war. Am 31. Juli 1947 erhielt der Straßenzug vom Hermannplatz bis zur Baumschulenstraße endgültig den Namen Sonnenallee. – Entlang der Straße stehen zahlreiche gelistete Baudenkmale einschließlich des S-Bahnhofgebäudes Sonnenallee. Vor dem Haus mit der Nummer 137 befindet sich ein am 12. September 2008 verlegter Stolperstein für Willy Kolbe. | Sonnenallee am ehemaligen Grenzübergang                                                               |
| Spremberger Straße (Lage)            | 0120                      | Spremberg, Stadt in Brandenburg                                                                                          | 16. Nov. 1911                                         | Die Straße verläuft von der Bürknerstraße bis zur Schinkestraße. Zuerst hieß sie laut Bebauungsplan Straße 10c. | Spremberger Straße                                                                                    |
| Steinbockstraße (Lage)               | 0190                      | Steinbock, Sternbild | 18. Jan. 1928                                         | Die Straße, angelegt als Straße 37 um 1918, verläuft von der Aronsstraße und dem Dammweg bis zum Krebsgang. Vor dem Haus mit der Nummer 23 befinden sich seit dem 10. Dezember 2007 Stolpersteine für Lucie und Arthur Hecht. | Steinbockstraße                                                                                       |
| Straße 12 (*) (Lage)                 | 0090                      | Planungsname bei der Erstanlage der Straße                                                                               | vor 1932                                              | Die Straße geht von der Grenzallee ab. Der größte Teil der ursprünglich längeren Straße wurde durch das Autobahndreieck Neukölln überbaut. Sie ist nicht im amtlichen Verzeichnis (Stand: Januar 2013) enthalten. | Straße 12                                                                                             |
| Straße 645 (*) (Lage)                | 0390                      | Planungsname bei der Erstanlage der Straße                                                                               | vor 1932                                              | Die Straße verbindet die Oderstraße mit dem Columbiadamm und verläuft am östlichen Rand des Tempelhofer Feldes sowie des Sommerbades Neukölln. Auf ihrer Ostseite liegen die Jahn-Sporthalle und der Jahn-Sportplatz. Sie ist nicht im amtlichen Verzeichnis (Stand Januar 2013) enthalten. | Straße 645                                                                                            |
| Stuttgarter Straße (Lage)            | 0640                      | Stuttgart, Landeshauptstadt von Baden-Württemberg                                                                        | 3. Nov. 1904                                          | Die Straße verläuft von der Innstraße bis zur Thiemannstraße. Der Hausnummernverlauf folgt dem Prinzip der Hufeisennummerierung. Zuerst erhielt nur die Straße 87 Abt.II einen Namen. Später erfolgten Verlängerungen durch die Straße 25b und Straße 25c. | Stuttgarter Straße                                                                                    |
| Sülzhayner Straße (Lage)             | 0240                      | Sülzhayn, Stadtteil von Ellrich in Thüringen                                                                             | 14. Sep. 1927                                         | Die Sülzhayner Straße geht von der Harzer Straße ab. Der Hausnummernverlauf folgt dem Prinzip der Hufeisennummerierung. Der erste Name war Straße 42. | Sülzhayner Straße                                                                                     |
| Tellstraße (Lage)                    | 0160                      | Wilhelm Tell, sagenhafter Schweizer Freiheitskämpfer und Tyrannenmörder                                                  | 18. Jan. 1905                                         | Die Tellstraße verläuft von der Sonnenallee bis zur Weserstraße. Zuerst hieß sie laut Bebauungsplan Straße 6b. | Tellstraße                                                                                            |
| Teupitzer Straße (Lage)              | 0510                      | Teupitz, Stadt im Landkreis Dahme-Spreewald in Brandenburg                                                               | 2. Mai 1905                                           | Die Straße liegt zwischen Kiehlufer und Heidelberger Straße zur Treptower Straße. Zuerst wurde nur die Straße 88 benannt, später wurden noch Straße 36 und Straße 88a, Abt. II einbezogen. Im Jahr 1903 ließ die Gemeinde Rixdorf an der Straße 88, Ecke Kaiser-Friedrich-Straße, die Städtischen Gaswerke errichten. An der Straße 88a gibt das Adressbuch ab 1893 die Niemetz'schen Eiswerke an. Am 1. Juni 1964 wurden der Bereich zwischen Sonnenallee und Niemetzstraße in Braunschweiger Straße und der Bereich zwischen Sonnenallee und Weserstraße in Ederstraße umbenannt. | Teupitzer Straße                                                                                      |
| Thiemannstraße (Lage)                | 0560                      | August Thiemann (1849–1923), Kommunalpolitiker                                                                           | 31. Okt. 1910                                         | Die Straße führt vom Weigandufer bis zur Böhmischen Straße. Der Hausnummernverlauf folgt dem Prinzip der Hufeisennummerierung. Die Teile der Straße hießen zuerst Straße 16, Straße 16a und Straße 16b. | Thiemannstraße                                                                                        |
| Thomasstraße (Lage)                  | 0810                      | an die Straße grenzender St.-Thomas-Kirchhof                                                                             | vor 1877                                              | Die Straße führt von der Karl-Marx-Straße zur Hermannstraße. Dort schließt als westliche Verlängerung bis zur Oderstraße der Fuß- und Radweg Kirchhofweg an. Der Hausnummernverlauf folgt dem Prinzip der Orientierungsnummerierung. Im Stadtplan von 1877 war die Straße mit ihrem heutigen Namen vom St.-Thomas-Begräbnisplatz bis zur Bergstraße eingezeichnet. Am 14. Februar 1950 wurde der Grüne Weg in die Thomasstraße einbezogen. | Thomasstraße                                                                                          |
| Treptower Straße (Lage)              | 1300 (im Ortsteil)        | Treptow, Richtung der Straße                                                                                             | vor 1878                                              | Die Straße verläuft von der Böhmischen Straße bis zur Kiefholzstraße. Die Hausnummern sind nach dem Prinzip der Hufeisennummerierung angeordnet. Die Hausnummern 51–56 gehören zum Ortsteil Alt-Treptow. Im Stadtplan von 1877 war sie eingezeichnet, trug jedoch noch keinen Namen. Im Adressbuch von 1878 ist sie namentlich erwähnt. | Treptower Straße                                                                                      |
| Truseweg (Lage)                      | 0110                      | Truse, Nebenfluss der Werra in Thüringen                                                                                 | 10. Apr. 1931                                         | Der Truseweg verläuft vom Weigandufer bis zur Werrastraße. Zuerst hieß der Weg laut Bebauungsplan Straße 421. | Truseweg                                                                                              |
| Ulsterstraße (Lage)                  | 0110                      | Ulster, linker Nebenfluss der Werra in Hessen und Thüringen                                                              | 4. Dez. 1930                                          | Die Straße verläuft vom Weigandufer bis zur Werrastraße. Zuerst hieß sie laut Bebauungsplan Straße 417. | Ulsterstraße                                                                                          |
| Unstrutstraße (Lage)                 | 0060                      | Unstrut, Nebenfluss der Saale in Thüringen                                                                               | 2. März 1910                                          | Die Unstrutstraße verläuft von der Saalestraße bis zur Braunschweiger Straße und der Kanner Straße. Sie war zuvor die Straße 182b des Bebauungsplans. | Unstrutstraße                                                                                         |
| Uthmannstraße (Lage)                 | 0240                      | Gustav Adolf Uthmann (1867–1920), Chordirigent                                                                           | 31. Juli 1947                                         | Die zentral gelegene Wohnstraße mit guten Verkehrsverbindungen im multikulturellen Teil von Neukölln verläuft von der Karl-Marx-Straße bis zur Richardstraße. Ihre vorherigen Namen waren von 1827 bis 1938 Rosenstraße und von 1938 bis 1947 Richardsburgweg. Die mittlerweile sanierten Altbauten waren Kulisse in Volker Schlöndorffs Verfilmung der Blechtrommel. Im Süden der Straße befindet sich der Comeniusgarten als Ruhepunkt im Großstadttrubel der westlich angrenzenden Karl-Marx-Straße. | Uthmannstraße                                                                                         |
| Uwe-Lieschied-Straße (Lage)          | 050                       | Uwe Lieschied, 2006 in Neukölln ermordeter Polizist                                                                      | 27. Feb. 2020                                         | Die Straße verläuft von der Rollbergstraße zur Werbellinstraße. Bis 2020 war sie ein Teilstück der Morusstraße. | Uwe-Lieschied-Straße                                                                                  |
| Venusplatz (*) (Lage)                | 0100 × 50                 | Venus, Planet des Sonnensystems                                                                                          | 24. Apr. 1920                                         | Der Venusplatz liegt zwischen Sonnenallee und der Planetenstraße. Zuvor war er als Platz VII im Bebauungsplan eingetragen. Er ist im amtlichen Verzeichnis (Stand Januar 2013) nicht enthalten, da keine Grundstücke zugeordnet sind. Allerdings ist er in der amtlichen FIS-Broker-Karte 1:5000 der bezirklichen Vermessungsämter namentlich für die hier liegende Grünfläche verzeichnet. 1921 sind auf der Fläche des Platzes noch die Eiswerke verzeichnet, für 1926 ist dann die gesamte Fläche zwischen Bahnlinie, Delphinstraße und Zwillingestraße als Venusplatz ausgewiesen, einschließlich des Geländes der heutigen „KGA Steinreich“. | Venusplatz                                                                                            |
| Walterstraße (Lage)                  | 0280                      | Willi Walter, Ortspolizist und Gemeindevorsteher in Britz                                                                | 18. Apr. 1895                                         | Die Straße verläuft von der Ringbahnstraße bis zur Karl-Marx-Straße und zur Delbrückstraße. Sie hieß zwischen 1934 und 1947 Willi-Walter-Straße und wurde 1947 kurzzeitig Karl-Marx-Straße genannt. | Walterstraße                                                                                          |
| Wanzlikpfad (Lage)                   | 0100                      | Daniel Friedrich Wanzlick (1819–1877), letzter Gemeindeschulze in Böhmisch-Rixdorf                                       | 26. Sep. 1983                                         | Der Wanzlikpfad verläuft von der Kirchgasse zur Böhmischen Straße. Von 1897 bis 1983 trug er den Namen Gärtnerstraße. | Wanzlikpfad                                                                                           |
| Wartheplatz (Lage)                   | 0080 × 80                 | Warthe, Fluss in Polen                                                                                                   | 9. Sep. 1899                                          | Der Platz liegt an der Warthestraße. | Wartheplatz                                                                                           |
| Warthestraße (Lage)                  | 0330 + 190                | Warthe, Fluss in Polen                                                                                                   | 9. Sep. 1899                                          | Die Straße verläuft von der Hermannstraße bis zur Oderstraße und wird dazwischen durch den Wartheplatz unterbrochen. Der Hausnummernverlauf folgt dem Prinzip der Hufeisennummerierung. Vor dem Haus mit der Nummer 69 befindet sich ein am 14. November 2009 verlegter Stolperstein für Franziska Smolen. | Warthestraße                                                                                          |
| Wegastraße (Lage)                    | 0080                      | Wega, Hauptstern des Sternbilds „Leier“                                                                                  | 27. Jan. 1931                                         | Die Straße führt von der Planetenstraße zur Rübezahlstraße. Von 1922 bis 1931 trug sie den Namen Wassermannstraße. Bis 1936 verlief sie vom Dammweg bis zur Köllnischen Allee. | Wegastraße                                                                                            |
| Weichselplatz (Lage)                 | 0200 × 120 (Dreiecksform) | Weichsel, Fluss in Polen                                                                                                 | 19. Apr. 1905                                         | Der Weichselplatz liegt an der Weichselstraße und dem Weigandufer. Zuvor wurde er im Bebauungsplan als Platz F geführt. | Weichselplatz                                                                                         |
| Weichselstraße (Lage)                | 0840                      | Weichsel, Fluss in Polen                                                                                                 | 19. Apr. 1905                                         | Die Straße trug vor 1905 den Namen Lohmühlenstraße (die jedoch nicht mit der in Alt-Treptow vorhandenen gleichnamigen Straße identisch ist). Sie verläuft von der Karl-Marx-Straße bis zum Maybachufer. Der Hausnummernverlauf folgt dem Prinzip der Hufeisennummerierung. Vor dem Haus mit der Nummer 52 befinden sich Stolpersteine für Erna und Dagobert Schlesinger. Die Steine wurden im Juli 2007 verlegt und am 17. Oktober 2007 eingeweiht. Am 12. September 2008 wurden weitere Stolpersteine für Curt, Erna, Ilse, Ruth, Bertha und Max Ebstein sowie Georg Weigert vor dem Haus mit der Nummer 28 verlegt. | Weichselstraße                                                                                        |
| Weigandufer (Lage)                   | 1370                      | Hermann Weigand (1854–1926), Architekt und Stadtbaurat von Rixdorf                                                       | 2. Mai 1904                                           | Das Weigandufer führt entlang des Neuköllner Schifffahrtskanals von der Fuldastraße am Weichselplatz bis zur Teupitzer Brücke beziehungsweise zur Teupitzer Straße. Die vorherigen Straße 38 und Straße 57 wurden bei der Namensvergabe zusammengelegt. 1907 wurde die erste Schreibweise Weigand-Ufer geändert. | Weigandufer                                                                                           |
| Weisestraße (Lage)                   | 0820                      | Karl Weise (1813–1888), Volksdichter und Drechslermeister                                                                | 17. März 1894                                         | Die Weisestraße verläuft von der Leinestraße über die Mahlower Straße bis zur Flughafenstraße und endet dort als Sackgasse. Der Hausnummernverlauf folgt dem Prinzip der Hufeisennummerierung. Zuerst war sie laut Bebauungsplan die Straße 156. | Weisestraße                                                                                           |
| Werbellinstraße (Lage)               | 0780                      | Werbellin, für den Werbellinsee namensgebender Ortsteil der Gemeinde Schorfheide in Brandenburg                          | 14. Feb. 1950                                         | Die Straße verläuft von der Karl-Marx-Straße und der Ganghoferstraße bis zur Hermannstraße und zur Herrfurthstraße. Der Hausnummernverlauf folgt dem Prinzip der Orientierungsnummerierung. Von vor 1877 bis 1950 trug sie den Namen Ziethenstraße. Zwischen September und Dezember 2018 wurden die Radwege auf einer Gesamtlänge von etwa 1600 Meter im Auftrag der Senatsverwaltung für Umwelt, Verkehr und Klimaschutz und durch das landeseigene Unternehmen Infravelo als Bauherr und Projektsteuerer mit grüner Farbe gekennzeichnet und dabei auf 1,90 Meter verbreitert. | Werbellinstraße                                                                                       |
| Werrastraße (Lage)                   | 0640                      | Werra, einer der beiden Quellflüsse der Weser                                                                            | 15. Jan. 1913                                         | Die Straße verläuft von der Innstraße über die Treptower Straße bis zur Thiemannstraße und endet dort als Sackgasse. Der Hausnummernverlauf folgt dem Prinzip der Hufeisennummerierung. Die vorherige Bezeichnung war laut Bebauungsplan Straße 38d. | Werrastraße                                                                                           |
| Weserstraße (Lage)                   | 2460                      | Weser, Fluss durch Nordrhein-Westfalen, Niedersachsen und Bremen                                                         | 9. Sep. 1899                                          | Die Weserstraße verläuft vom Kottbusser Damm bis zur Ederstraße. Der Hausnummernverlauf folgt dem Prinzip der Hufeisennummerierung. Zuerst war sie laut Bebauungsplan die Straße 25. Im Jahr 2017 wurde der Abschnitt zwischen Kottbusser Damm und Reuterplatz zur ersten Fahrradstraße Neuköllns umgearbeitet. Die Weserstraße ist für ihre rege Kneipen- und Clubkultur bekannt. Vor dem Haus mit der Nummer 54 befinden sich Stolpersteine für Reinhold Hermann und Hugo Kapteina. | Weserstraße                                                                                           |
| Widderstraße (Lage)                  | 0250                      | Widder, Sternbild | 18. Jan. 1922                                         | Die Widderstraße führt vom Dammweg bis zum Krebsgang. Zuvor wurde sie auf dem Bebauungsplan als Straße 36 geführt. | Widderstraße                                                                                          |
| Wildenbruchplatz (Lage)              | 0220 × 100                | Ernst von Wildenbruch (1845–1909), Schriftsteller und Diplomat                                                           | 14. Okt. 1904                                         | Der Wildenbruchplatz liegt am Weigandufer und führt von der Wildenbruchstraße zur Innstraße. Die vorherigen nach Bebauungsplan Platz 13a, Platz 13b, Platz 13c, Platz O sowie Platz O II wurden bei der Namensvergabe zusammengelegt. | Wildenbruchplatz                                                                                      |
| Wildenbruchstraße (Lage)             | 0900 (im Ortsteil)        | Ernst von Wildenbruch (1845–1909), Schriftsteller und Diplomat                                                           | 13. März 1894                                         | Die Wildenbruchstraße verläuft von der Sonnenallee und der Erkstraße bis zur Kiefholzstraße. Der Hausnummernverlauf folgt dem Prinzip der Hufeisennummerierung. Zuerst war sie laut Bebauungsplan die Straße 12a. Im Stadtplan von 1901 war sie von der Kaiser-Friedrich-Straße bis zur Harzer Straße eingezeichnet. Der Teil zwischen Harzer- und Kiefholzstraße wurde zwischen 1921 und 1925 benannt. Ein Teil der Straße verläuft in Alt-Treptow. Während der Existenz der Berliner Mauer von 1961 bis 1989 war die Straße geteilt, der Verlauf ist auf der Straße markiert. | Wildenbruchstraße                                                                                     |
| Wilhelm-Busch-Straße (Lage)          | 0220                      | Wilhelm Busch (1832–1908), Dichter und Zeichner                                                                          | 17. Apr. 1914                                         | Die Straße verläuft von der Roseggerstraße bis zur Treptower Straße. Ihre vorherige Bezeichnung war laut Bebauungsplan Straße 29a. | Wilhelm-Busch-Straße                                                                                  |
| Willstätterstraße (Lage)             | 0200                      | Richard Willstätter (1872–1942), Chemiker und Nobelpreisträger                                                           | 1. Okt. 1987                                          | Die Willstätterstraße geht als Sackgasse von der Bergiusstraße ab. Die Straße war zuvor eine Privatstraße und auf dem Bebauungsplan als Straße 611 vermerkt. | Willstätterstraße                                                                                     |
| Wipperstraße (Lage)                  | 0280                      | Wipper, Nebenfluss der Saale in Sachsen-Anhalt                                                                           | 20. Feb. 1901                                         | Die Wipperstraße verläuft von der Saalestraße bis zur Kirchhofstraße. Die vorherigen Straße 250a, Straße 250b und Straße 250d wurden bei der Namensvergabe zusammengeführt. | Wipperstraße                                                                                          |
| Wittmannsdorfer Straße (Lage)        | 0120                      | Wittmannsdorf, Ortsteil der Gemeinde Märkische Heide in Brandenburg                                                      | 30. Nov. 1919                                         | Die Wittmannsdorfer Straße verläuft von der Jonasstraße bis zur Schierker Straße. Zuerst hieß sie laut Bebauungsplan Straße 202b. | Wittmannsdorfer Straße                                                                                |
| Wörnitzweg (Lage)                    | 0090                      | Wörnitz, linker Nebenfluss der Donau in Bayern                                                                           | 4. Dez. 1930                                          | Der Wörnitzweg führt von der Wilhelm-Busch-Straße bis zur Donaustraße. Zuerst war der Weg laut Bebauungsplan die Straße 420. | Wörnitzweg                                                                                            |
| Zeitzer Straße (Lage)                | 0060                      | Zeitz, Stadt in Sachsen-Anhalt                                                                                           | 20. Feb. 1901                                         | Die Straße verläuft von der Saalestraße bis zur Braunschweiger Straße. Zuerst hieß sie laut Bebauungsplan Straße 250c. | Zeitzer Straße                                                                                        |
| Ziegrastraße (Lage)                  | 0550                      | Hugo Ziegra (1852–1926), Brauereidirektor, Kommunalpolitiker und Berliner Stadtältester                                  | 26. Apr. 1915                                         | Die Straße verläuft von der Dieselstraße bis zur Sonnenallee. Bei der Namensvergabe Ziegrastraße wurden die Straße 52 und Straße 60 zusammengefasst. | Ziegrastraße                                                                                          |
| Zwiestädter Straße (Lage)            | 0150                      | Den beiden („zwie“) Städten Berlin und Cölln gehörten seit dem Mittelalter die Cöllnischen Wiesen.                       | 23. Sep. 1938                                         | Die Straße verläuft vom Richardplatz bis zur Böhmischen Straße. Der vorherige Name zwischen 1905 und 1938 war Johann-Hus-Straße. | Zwiestädter Straße                                                                                    |
| Zwillingestraße (Lage)               | 0110                      | Zwillinge, Sternbild | 16. Aug. 1928                                         | Die Straße verläuft von der Planetenstraße über die Delphinstraße. Zuerst hieß sie laut Bebauungsplan Straße 15. | Zwillingestraße                                                                                       |

## Ehemalige und geplante Straßen
Die hier aufgeführten Straßen sind durch jahrgangsweise sorgfältige Auswertung der online verfügbaren Adressbücher zu Rixdorf (Beginn im Jahr 1878, Ende 1943) zusammengetragen worden.
Ergänzt wurde die Darstellung mit Angaben aus dem Straßenlexikon von Kauperts.
| Name                                                     | Namensgeber | von wann                    | bis wann                                                                   | aktueller Name | Erklärungen |
| -------------------------------------------------------- | --- | --------------------------- | -------------------------------------------------------------------------- | --- | --- |
| Alter Kotzemarkenweg                                     | Namensherkunft unklar |                             | vor 1834                                                                   | → Kirchhofstraße | |
| Am Kabelwerk                                             | Norddeutsche Kabelwerke AG, gegr. 1910 | 1917                        | 30. Nov. 1967                                                              | aufgehoben | Als Anlieger der Straße sind die Norddeutschen Kabelwerke genannt. 1915 war diese noch namenlose Straße erstmals auf einer Karte eingetragen. Sie geht (ging) von Am Oberhafen ab. Im Jahr 1967 verschwand der Name aus den Stadtplänen und Adressbüchern. Das Gelände wurde in den späteren Jahren erweitert und gehört im 21. Jh. als Filiale zum AEG Telefunken Kabelwerk Rheydt. |
| Am Schulenburg Park                                      | Von-der-Schulenburg-Park | 1921                        | nach 1943                                                                  | → Hänselstraße, Rübezahlstraße und → Sonnenallee (1947) | von Sonnenallee bis Planetenstraße entlang der namensgebenden Parkanlage, vorher auch auf zwei Seiten des Parks |
| Am Wasserturm                                            | Wasserturm, der 1887 an dieser Straße von den ‚Charlottenburger Wasserwerken‘ errichtet worden war | 18. Jan. 1908               | 12. Dez. 1911                                                              | → Leykestraße | Verlauf laut Adressbuch 1908: ‚An der Hermannstraße‘,; im Jahr 1910 sind zehn Parzellen angegeben und sie reicht bis zur Mittelstraße. Im Jahr ihrer Umbenennung wurden etliche Baustellen verzeichnet. |
| Bergstraße                                               | Rollberge, regionale Anhöhe | vor 1878                    | 31. Juli 1947                                                              | → Karl-Marx-Straße (nach Süden führender Abschnitt) | Sie bildete einen Straßenabschnitt zwischen der Berliner und der Rudower Straße und verlief von der Jägerstraße bis zur Delbrückstraße und ist damit ein Abschnitt der später neu trassierten Karl-Marx-Straße. Mit 163 Hausnummern in Hufeisenform vergeben, war sie zum Beginn des 20. Jahrhunderts bereits eine sehr belebte Straße. Das Adressbuch der Jahrhundertwende nennt ein Kriegerdenkmal an der Ecke Berg-/Richardstraße als Sehenswürdigkeit. |
| Berliner Straße, anfangs auch Berlinerstraße geschrieben | Berlin, Richtung | vor 1878                    | 31. Juli 1947                                                              | → Karl-Marx-Straße (nordwestlicher Abschnitt vom Hermannplatz am Rathaus Neukölln (auf der Karte Amtsgericht und Schule vermerkt) entlang bis zum Richardplatz) | Ein kleiner Bereich zwischen Rathaus und Richardplatz wurde 1895 als Richardstraße ausgegliedert. Danach muss die Trasse verschwenkt worden sein. Das Adressbuch 1881 enthält unter Nummer 92 das Natureiswerk Piehler & Sohn. Das Bild zeigt das Gebäude der Glasmosaik-Werkstätten Puhl und Wagner um 1900. |
| Boddinsfelder Straße                                     | Boddinsfelde, Gemeindeteil der Stadt Mittenwalde in Brandenburg | 1940                        | vor 1946                                                                   | | Verläuft (verlief) zwischen Lessingstraße und Riedebecker Straße und wurde 1940 mit „unbebaut“ im Adressbuch aufgenommen. |
| Bodestraße                                               | Bode, Fluss im Harz | 1899                        | 1935                                                                       | → Altenbraker Straße | Ab den 1920er Jahren war hier durch zahlreiche Wohnungsbauvereine eine rege Bautätigkeit zu verzeichnen. So entstanden die Häuser 8–13 im Auftrag der „A.G. für Haus- und Grundbesitzungen Leipzig“, das Gebäude Nummer 32 durch die „Grundstücksgesellschaft ‚Bodenia‘ GmbH“. |
| Bohnenstraße                                             | | um 1878                     | aufgehoben                                                                 | | Der Name wurde nur im Adressbuch 1878 gefunden, wobei lediglich als Querstraße der Berliner Straße (zwischen Nummern 155 und 156) angegeben war. In den Folgejahren ist hier keine Querstraße mehr verzeichnet, sie war also entweder nur geplant oder wurde wohl überbaut. |
| Braunauer Straße                                         | Braunau am Inn, Ort und Gemeinde in Österreich | 11. Mai 1938                | 31. Juli 1947                                                              | → Sonnenallee | Die Umbenennung erfolgte, weil Braunau der Geburtsort von Adolf Hitler ist. Erstmals wurde die gesamte Trasse vom Hermannplatz bis Baumschulenstraße einheitlich benannt. |
| Dammweg                                                  | Damm, Aufschüttung | 1911                        | 1969                                                                       | → Grenzallee ein Abschnitt | Der größere Bereich liegt in Alt-Treptow, wurde zwar bei Neukölln als Querstraße der Kaiser-Friedrich-Straße (später: Sonnenallee) angegeben. Namentlich enthalten war der Weg stets im Adressbuch Verwaltungsbezirk Treptow. Dieser Dammweg war nicht identisch mit der heutigen Trassierung des gleichnamigen Weges. |
| Gärtnerstraße                                            | Gärtner, Gartengestalter | 1897                        | 1966; 1983                                                                 | → Gerlachsheimer Weg ab 1966 (ein Teil); → Wanzlikpfad ab 1983 (ein weiterer Abschnitt)                                                                         | Gärtnerstraße 8/9: Hier wurde in den 1930er Jahren ein von der Stadt Berlin unterhaltenes Altersheim erwähnt, das weder im heutigen Wanzlikpfad noch am Gerlachsheimer Weg vorhanden ist. |
| Goethestraße                                             | Johann Wolfgang Goethe, Dichter | vor 1878                    | 1938                                                                       | → Langnerweg | Die Straße verlief von der Richardstraße zur Bergstraße. 1938 wurde sie in Langnerweg umbenannt. |
| Grüner Weg                                               | Grünland, unbefestigter Weg über Wiesen zwischen den beiden Friedhöfen | 6. Feb. 1903                | 1950                                                                       | → Kirchhofweg (Teile), → Thomasstraße (weitere Teile) | Auf der aktuellen Karte des Vermessungsamtes wird der Teil zwischen Hermann- und dem Schwarzen Weg der Oderstraße, ein Fuß- und Radweg als Teil des Inneren Parkrings, wieder als Grüner Weg bezeichnet. |
| Helastraße                                               | Halbinsel Hel, frühere Schreibweise Hela | 18. Jan. 1908               | 1909                                                                       | | Verlauf laut Adressbuch: ‚an der Bergstraße‘ |
| Hohenzollernplatz                                        | Hohenzollern, Herrscherhaus in Brandenburg-Preußen | um 1901                     | 1950                                                                       | → Karl-Marx-Platz | Vor der Anlage als Stadtplatz verlief hier die Mühlenstraße, deren Häuser für die Herrichtung des Platzes und das Denkmal für Kaiser Wilhelm den Großen abgerissen worden waren. Das Monument entstand nach Entwurf des Bildhauers Wolff; es ist als Sehenswürdigkeit im Adressbuch der damaligen Zeit genannt. |
| Jägerstraße                                              | Jäger | vor 1878                    | 1950                                                                       | → Rollbergstraße | Zu Beginn des 20. Jahrhunderts wurde im Adressbuch Rixdorf die ‚Vereinsbrauerei von Bayerisch-Bier‘ hier an der Jägerstraße, Nummern 16–40 ausgewiesen. Das wäre dann der Vorläufer der späteren Kindl-Brauerei. |
| Johann-Huß-Straße, auch Jan-Hus-Straße genannt           | eingedeutscht von Jan Hus, tschechischer Reformator | 1904                        | 1938                                                                       | → Zwiestädter Straße | Der Verlauf war zwischen Richardplatz und Straße 184. |
| Kaiserstraße                                             | Kaiser, deutscher Herrschertitel | 1854                        | 1902                                                                       | → Neuköllnische Allee | Die Kaiserstraße verlief 1857 aus den Köllnischen Wiesen kommend über den Dammweg nach Süden. Vor 1884 wurde ein kleiner Abschnitt der Kaiserstraße, der über die Wiesen nach Norden führte, als Kanner Chaussee ausgegliedert. Die Kaiserstraße ist allerdings im Zeitraum ab 1878 nicht in den Adressbüchern Rixdorfs enthalten. |
| Kaiser-Friedrich-Straße                                  | Friedrich III., Deutscher Kaiser | um 1893                     | 20. Apr. 1920 der östliche Abschnitt 1928 der südöstlichste Abschnitt 1938 | → Sonnenallee | Anfangs vom Hermannplatz bis zur Pannierstraße führend. 1938 als Abschnitt in die Braunauer Straße aufgenommen. Zum Jahr der kompletten Umbenennung in Sonnenallee entsteht ein Widerspruch zwischen den Angaben von Kauperts/Luise (erster Abschnitt 1920; Rest 1928) zur Darstellung in den Adressbüchern. Auch wenn von einem gewissen Nachlauf vom Satz bis zur Veröffentlichung ausgegangen wird, ist kaum zu erklären, warum diese Straße noch im Jahr 1938 (!) mit einem neu gezeichneten Straßenbild in ganzer Länge im Adressbuch steht (Neukölln > Sonnenallee > Straßenverlauf. In: Berliner Adreßbuch, 1938, Teil IV, S. 1956.), und zwar vom Hermannplatz bis zum Stichkanal. |
| Kanner Chaussee; bis 1905 auch Canner Chaussee           | ‚Kanne‘, Name des Forsthauses in der Königsheide | vor 1884                    | 1911                                                                       | → Neuköllnische Allee | In dieser Straße wurden im Adressbuch des Jahres 1884 die „Mier'schen Eiswerke“ ausgewiesen. Im Jahr 1897 findet sich in der Canner Chaussee eine der ersten Volksbadeanstalten in der Umgebung von Berlin, das Kaiser Wilhelms-Bad. 1912 wurde die Chaussee in Köllnische Allee umbenannt. |
| Knesebeckstraße                                          | Karl Friedrich Freiherr von dem Knesebeck (1768–1848); Berliner Politiker, Militärangehöriger | vor 1878                    | 1950                                                                       | → Silbersteinstraße | Im Jahr 1891 wurde im Adressbuch eine Verlängerte Knesebeckstraße angegeben, die (wahrscheinlich) nach der anderen Seite der Hermannstraße abging: denn im Folgejahr gibt es die Bezeichnung nicht mehr, dafür reicht die Knesebeckstraße nun über die Hermannstraße hinweg. Um die Jahrhundertwende nennt das Adressbuch ein Naturhistorisches Schulmuseum an der Knesebeckstraße 22/23 als Sehenswürdigkeit. Aus diesem Museum ist in mehreren Entwicklungsschritten das Museum Neukölln hervorgegangen. |
| Köllnische Allee                                         | Cölln | 1912                        | 11. März 1937                                                              | → Neuköllnische Allee; → Niemetzstraße (Abschnitt von der Ringbahn bis zur Lahnstraße); → Lahnstraße (von der Lahnstraße zum Kanal)                             | Die Köllnische Allee ist auf einem Stadtplan von Neukölln 1912 enthalten, vorher war sie die Kanner Chaussee. |
| Köllnisches Ufer                                         | Cölln | 1905                        | 1934                                                                       | → Kiehlufer | |
| Krüllsstraße                                             | Peter Krülls (* 1855), Ingenieur und Kommunalpolitiker in Treptow | 11. Dez. 1909               | 17. Mai 1930                                                               | → Onckenstraße | Sie wurde im Straßenverlauf des Köllnischen Ufers am Neuköllner Schifffahrtskanal als Querstraße angezeigt (südlich parallel zur Bouchéstraße). Der zu Neukölln gehörende Abschnitt erhielt 1930 den Namen Onckenstraße, die Krüllsstraße verblieb nach Gebietsreformen in Treptow (siehe dort ↑). |
| Kuhgang                                                  | Kühe | vor 1900                    | September 1905                                                             | →Berthelsdorfer Straße | |
| Langnerweg                                               | unklar; vermutet wird ein Anhänger des Nationalsozialismus | 23. Sep. 1938               | 31. Juli 1947                                                              | → Herrnhuter Weg | Bis zu seiner Umbenennung hieß der Weg Goethestraße. |
| Lehniner Straße                                          | Lehnin, früherer selbstständiger Ort in Brandenburg, der sich um das gleichnamige Kloster herum entwickelte | 4. Aug. 1897                | 1929                                                                       | → Lilienthalstraße | Der größte Abschnitt dieses Verkehrsweges lag und liegt im Ortsteil Kreuzberg. Im Rixdorf-/Neuköllner Adressbuch war die Lehniner Straße bis 1943 nicht enthalten. |
| Leo-Arons-Straße                                         | Leo Arons (1860–1919), Physiker und Politiker | 1926                        | 1934                                                                       | seit 1973 → Aronsstraße | 1926 neu vergeben, nachdem eine erste so benannte Straße 1907 nach Treptow eingemeindet worden war; |
| Lessingstraße                                            | Gotthold Ephraim Lessing, Dichter | vor 1878                    | 1950                                                                       | → Morusstraße | |
| Mariendorfer Weg                                         | Mariendorf, Ortsteil von Berlin; Richtung | 1894                        |                                                                            | → Hertastraße (ein Teilstück), der größere Abschnitt behielt seinen Namen                                                                                       | Bei der Erstnennung im Adressbuch wurde ein Haus ausgewiesen; der Weg begann an der Hermannstraße. |
| Mühlenstraße                                             | Getreidemühlen, Lohmühlen | um 1834                     | nach 1901                                                                  | → Hohenzollernplatz; seit 1950: → Karl-Marx-Platz | Die Straße verlief vom Richardplatz bis zur Bergstraße. Mühlenstraße 8 (nahe am Richardplatz) war das Post- und Telegrafenamt Rixdorf angesiedelt. In der Mühlenstraße 7 wurde der Künstler Ernst Moritz Geyger geboren, für den das Bezirksamt die hier gezeigte Gedenktafel anbringen ließ. |
| Münchener Straße                                         | München, bayerische Landeshauptstadt | um 1896                     | 1928                                                                       | → Flughafenstraße, der ausgegliederte westliche Abschnitt | Zuerst hieß sie laut Bebauungsplan Straße 211. Namentlich taucht sie 1897 erstmals im Adressbuch auf, dabei galt noch „unbebaut“. Im Jahr 1898 wird ihr Verlauf zwischen Berliner Straße und Hermannstraße (Parzellen Nummern 1–55) angegeben, die Bebauung war komplett im Auftrag der „Berlin-Rixdorf.Terraingesellschaft“ vorgenommen worden. Außer Mietshäusern entstanden bald auch die notwendigen Einrichtungen wie auch (unter der Nummer 31 die „Allgemeine Handels- und Gewerbebank“). |
| Oberonstraße                                             | Oberon, Mond des Planeten Jupiter | 1924                        | – (nur einmal im Adressbuch)                                               | | Sie war zwischen Am Schulenburg-Park und der Neukölln-Schöneweider Eisenbahn als Querstraße der Sonnenallee im Adressbuch angegeben. |
| Prinz Handjerystraße                                     | Nicolaus Prinz Handjery (1836–1900), preußischer Politiker, Landrat des Kreises Teltow (1870–1885) | vor 1878                    | 1950                                                                       | → Briesestraße | Die Straße verlief von der Bergstraße bis zur Waßmannsdorfer Straße. Zwei Gebäude aus dem Anfang des 20. Jahrhunderts sind hier erwähnenswert: die ‚Berliner Export Weißbier-Brauerei‘ (Nummer 78–80) sowie die Genossenschaftsbank ‚Innungs-Spar- und Darlehnskasse‘ (Nummer 49). |
| Richardsburgweg                                          | Richardsburg, eine Mietskaserne für rund 126 Familien, in der sich in der NS-Zeit ein Vereinslokal des SS-Sturms befand | 1938                        | 1947                                                                       | → Uthmannstraße | Der erste Name von 1827 bis 1938 war Rosenstraße. |
| Riedebecker Straße                                       | Gut Riedebeck in der Gemeinde Heideblick im Landkreis Dahme-Spreewald | um 1935                     | um 1946                                                                    | | Verlauf zwischen Kienitzstraße (Nord) und Mittelweg (Süd), eine Bebauung war nicht eingetragen. Sie wurde nach 1945 durch die Aufschüttung der Lessinghöhe beseitigt. |
| Rixdorfer Damm                                           | Böhmisch-Rixdorf, historischer Kern des heutigen Ortsteils Neukölln | 16. Jh.                     | 1873                                                                       | → Kottbusser Damm | |
| Rixdorf-Canner-Kreis-Chaussee                            | Böhmisch-Rixdorf und Deutsch-Rixdorf sowie Kreis-Chaussee | 1902                        | 1905                                                                       | | Diese Verbindungsstraße entlang der Hasenheide wurde mehrfach umbenannt. Dieser Straßenname erscheint im Straßenverzeichnis Luise-Berlin/Kauperts und auf einem Stadtplan. Im Berliner Adressbuch wird sie in keinem Jahr zwischen 1878 und 1905 genannt. 1905 wurde sie die Kanner Chaussee. |
| Rosenstraße                                              | Rosen, edle Gartenblumen | 1827                        | 1938                                                                       | | → Richardsburgweg |
| Rudower Straße                                           | Rudow, Richtung | vor 1878                    | 1903                                                                       | → Rudower Straße | 1903 nach Britz ausgegliedert |
| Sackführerdamm                                           | Sackführer sind Personen, die „das ungewogene Getreyde […] an den Ort heben, wohin es der Mühlenschreiber gesetzet haben will“. Außerdem waren sie verpflichtet, bei Feuer ihre Pferde zum Transport von Spritzen und Wasser bereitzustellen. | vor 1901 Wiedervergabe 1934 | 1907 1973                                                                  | → Leo-Arons-Straße → Aronsstraße | Nach der ersten Namensgebung im damaligen Rixdorf erfolgte nach 1905 eine Ausgliederung des Damms nach Treptow. Dort bekam der Verkehrsweg den Namen Karpfenteichstraße. Im Jahr 1934, in der Zeit des Nationalsozialismus erhielt die 1926 in Leo-Arons-Straße umbenannte Straße wieder den Namen Sackführerdamm. Dieser Name wurde 1973 getilgt, der Verkehrsweg heißt seitdem Aronsstraße. Er verläuft von der Kiefholzstraße bis zur Braunauer Straße mit beiderseitigem Laubengelände. |
| Siboldstraße                                             | Sibold, erster Abt des Klosters Lehnin | 4. Aug. 1897                | 1929                                                                       | → Lilienthalstraße | Der größte Abschnitt dieses Verkehrsweges lag und liegt im Ortsteil Kreuzberg. Im Rixdorf-/Neuköllner Adressbuch war die Siboldstraße nicht enthalten. |
| Steinmetzstraße                                          | Karl Friedrich von Steinmetz (1796–1877), preußischer Generalfeldmarschall | 1874                        | 1950                                                                       | → Kienitzer Straße | Nach der Umbenennung und weiterer Bebauung entlang der Straße wurde ihr von der Hermannstraße abgehender Abschnitt verkürzt und ist nunmehr nur noch eine Sackgasse. |
| Sternenallee, Sternenplatz                               | Sterne | 22. Apr. 1920               | um 1931                                                                    | | Zwischen 1920 und 1929 wurden die Allee und der Platz namentlich in Stadtplänen ausgewiesen (außerdem auch ein Sonnenplatz und ein Kometenplatz). Durch ihre schraffierte Darstellung sind sie als „geplant“ erkennbar. Der Zeitpunkt ihrer Benennung wird mit dem der Sonnenallee gleichgesetzt. Auf einer Karte von 1930 war die Straße nicht mehr enthalten und der Platz als Platz IX angegeben. Beide wurden überbaut. |
| Straße nach Britz, Britzer Chaussee                      | Britz, heutiger Ortsteil von Neukölln | 1859                        | um 1879                                                                    | → Hermannstraße | Die Einbeziehung erfolgte erst etwa fünf Jahre nach Benennung der Hermannstraße (um 1880), beide Namen bestanden einige Jahre nebeneinander. |
| Stubenrauchplatz                                         | Ernst von Stubenrauch, Landrat des Kreises Teltow (1885–1908) | 1909                        | 1939                                                                       | → Schierker Platz | |
| Taboritenweg                                             | Taboriten, ein militanter Flügel der Hussiten | überliefert                 | vor 1834                                                                   | → Kirchhofstraße (Teile) | |
| Thüringer Straße                                         | Thüringen, zur Zeit der Namensgebung Landschaft in Deutschland | 1897                        | 1964                                                                       | → Braunschweiger Straße | |
| Triftweg                                                 | Viehtrift, Weg für das Weidevieh | ab 1899                     | 1905                                                                       | → Berthelsdorfer Straße | Der Straßenname wurde nicht gesondert aufgeführt, sondern erschien als Querstraße der Richardstraße zwischen den Hausnummern 107 und 108. Wahrscheinlich handelte es sich damit nicht um eine amtliche Bezeichnung. |
| Wanzlickstraße                                           | Daniel Friedrich Wanzlick (1819–1877), Kommunalpolitiker | vor 1877                    | 1928                                                                       | → Flughafenstraße | 1907 wurde die Schreibweise in Wanzlikstraße geändert; nach 1934 wurde die frühere Saltykowstraße in Wanzlikstraße umbenannt, 1947 wieder rückgängig gemacht. |
| Wanzlikstraße                                            | Daniel Friedrich Wanzlick (1819–1877), Kommunalpolitiker | 1934                        | 1947                                                                       | → Saltykowstraße | Die hier genannte Straße befand sich im Schillerkiez und ist weder mit der oben genannten Wanzlickstraße noch mit dem Wanzlikpfad an der heutigen Karl-Marx-Straße identisch. |
| Wassermannstraße                                         | Sternbild Wassermann | 1922                        | 1931                                                                       | → Wegastraße | |
| Waßmannsdorfer Straße                                    | Waßmannsdorf, Ortsteil der Gemeinde Schönefeld im Landkreis Dahme-Spreewald; Richtung | 1894                        | 29. März 1939                                                              | → Bornsdorfer Straße | Zuerst hießen die Teile laut Bebauungsplan Straße 202 und Straße 202a. Nach Angaben des Luisenstädtischen Bildungsvereins erhielt um 1919 der Abschnitt zwischen Kopfstraße und Mittelweg seinen Namen, 1939 sei die nördliche Verlängerung bis zur Briesestraße hinzugekommen. Nach den Adressbüchern verlief die Waßmannsdorfer Straße bei ihrer Ersterwähnung im Jahr 1894 von Prinz Handjerystraße (heute: Briesestraße) südwärts (Nummer 1 „katholische Rosenkranzkirche“ St.-Clara-Kirche) bis zur Steinmetzstraße (Hausnummern 1–54 ohne 5–51, also sieben Nummern) Ebenfalls aus den Adressbüchern folgt, dass um 1920 die südwärtige Verlängerung bis zur Bornsdorfer Straße erfolgte und sie wurde neu durchgängig nummeriert (1–15). Das ergibt den Schluss, dass die Trassierung später geändert worden ist, was mit Baumaßnahmen während der Nazizeit (Bunker) zusammenhängen könnte. |
| Wiesengrund                                              | Wiese | vor 1903                    | um 1906                                                                    | → Pannierstraße (ein Abschnitt) | Diese Straße erscheint 1903 im Adressbuch als Querstraße der Pannierstraße und zwar zwischen den Häusern 24 und 25. Weil in späteren Adressbüchern hier die Pannierstraße verläuft, wird der Wiesengrund wohl in diese mit einbezogen worden sein. |
| Wiesenufer, anfangs Wiesen Ufer geschrieben              | Ufer entlang vom Wiesengraben führte durch Wiesen | 1850                        | nach 1885                                                                  | → Maybachufer | Das südliche Ufer am westlichen Abschnitt (heute: Neukölln) und das östliche am nordwärtigen Abschnitt (heute: Alt-Treptow) des Landwehrkanals trug diesen Namen. Die hier liegende Straße und zwei weitere wurden 1883 wahrscheinlich an die Stadt Berlin abgetreten, denn bei den Straßen steht „s. Berlin“. Dort sind sie unter ihrem bisherigen Namen fortgeführt mit dem Hinweis „geh. zu Rixdorf“. Der Verlauf wurde im Straßenbild (1940) so angegeben: Am Lohmühlenplatz auf treptower Gebiet nordostwärts abgehend. Im Vergleich mit heutigen Karten verblieb ein Weg zwischen Ratiborstraße und Landwehrkanal, der nunmehr keinen offiziellen Namen trägt und zum Gelände der Wasserbau-Verwaltung im Ortsteil Kreuzberg gehört. |
| Willi-Walter-Straße                                      | Willi Walter, Ortspolizist und Gemeindevorsteher in Britz | 1934                        | 1947                                                                       | → Walterstraße | |
| Wissmannstraße                                           | Hermann von Wissmann (1853–1905), Afrikaforscher, Offizier und Kolonialbeamter | 27. Nov. 1890               | 23. Apr. 2021                                                              | → Lucy-Lameck-Straße | |
| Ziethenstraße                                            | Großziethen, (ursprünglich Groß Ziethen) im Landkreis Dahme-Spreewald | 1877                        | 1950                                                                       | → Werbellinstraße | |

Weitere den heutigen Straßen (noch) nicht zugeordnete Verkehrswege
122a, 123, Neue Straße (1878); 
Straße 7 (1918) abgehend von der Köllnischen Allee, an ihr entwickelte sich die „Kolonie Eichhörnchen“ und zwei Gärtnereien siedelten sich bis zum Neuköllner Schifffahrtskanal an (1938)
 Straße 62 (1918) mit einem Eigentümer und seiner Kohlenanzünderfabrik; sie geht von der Ziegrastraße ab. Eine (neue) Straße 8 (1918) mit dem Vermerk „Fiskus“ und Bahnhof Köllnische Heide, geht vom Dammweg ab.

## Sonstige Flächen und Örtlichkeiten im Ortsteil

### Kleingartenanlagen (KGA)
Im Ortsteil finden sich 34 Laubenkolonien nach dem Bundeskleingartengesetz, von denen einige an der Ortsteilgrenze zu Plänterwald liegen. Dieser Gürtel setzt sich auf der Seite von Plänterwald fort, wobei anzumerken ist, dass in diesem Bereich die Berliner Mauer Änderungen der Bebauung bis 1990 verhinderte. Einige Neuköllner Kleingartenanlagen sind durch die Darstellung im Flächennutzungsplan oder durch Bebauungspläne im Bestand weitestgehend gesichert, jedoch führt durch diese Kleingartenflächen die Trasse der geplanten Erweiterung des Autobahnstadtrings, andere sind für Gewerbe- und Sportflächen vorgesehen.
(RBS = Regionales Bezugs-System; ein Nummernsystem in der Senatsdatenbank)
- KGA ‚Alt-Ruhleben 1‘, RBS: 06118 (Dieselstraße 32, Lage), bedingt gesicherte Kleingärten[106] mit 81 Parzellen die auf 31.151 m² landeseigenem Pachtland liegen, deren Gelände aber für Gewerbeflächen und den Bau der A 100 vorgesehen sind.
- KGA ‚Alt-Ruhleben 2‘, RBS: 06119 (Aronsstraße 82a, Lage) ist eine Dauerkleingartenanlage[107] mit 38 Parzellen, die auf 11.729 m² landeseigenem Pachtland liegen, wobei jedoch ein Teil für den Bau der A 100 vorgesehen ist.
- KGA ‚Antonsruh‘, RBS: 06177 (Kiefholzstraße 77, Lage), bedingt gesicherte Kleingärten[106] mit 18 Parzellen auf 5.573 m² liegen, die für Gewerbeflächen vorgesehen sind.
- KGA ‚Freie Stunde‘ (Pannierstraße 47, 49, 51, Lage) ist eine zeitlich gesicherte Kleingartenanlage[108] mit 38 Parzellen auf 8.098 m² landeseigenem Pachtland.
- KGA ‚Freiheit‘, RBS: 06330 (Dammweg 208, Lage) ist eine zeitlich gesicherte Kleingartenanlage[108] mit 130 Parzellen auf 39.006 m² landeseigenem Pachtland.
- KGA ‚Friedenstal‘, RBS: 06694 (Sonnenallee 261, Lage) ist eine zeitlich gesicherte Kleingartenanlage[108] mit 28 Parzellen auf 12.509 m² landeseigenem Pachtland, die jedoch im Flächennutzungsplan für Gewerbeflächen vorgesehen sind.
- KGA ‚Georgina‘ (Mergenthalerring 25, Lage) ist eine Dauerkleingartenanlage mit elf Parzellen auf 2.584 m² landeseigenem Pachtland[108] und weiteren 39 Parzellen auf 9.978 m² privatem Pachtland.[109]
- KGA ‚Grüne Ecke‘, Weserstraße. Umgesiedelt von einem Gelände der Firma Auer für deren Erweiterung.[110]
- KGA ‚Heinrichs Ruh‘, RBS: 06450 (Aronsstraße 46a, Lage) ist eine Dauerkleingartenanlage[107] mit 30 Parzellen, die auf 10.650 m² landeseigenem Pachtland liegen, wobei jedoch ein Teil für den Bau der A 100 vorgesehen ist.
- KGA ‚Helmutstal‘, RBS: 06454 (Mergenthalerring 28, Lage) bedingt gesicherte Kleingärten[106] mit 84 Parzellen auf 27.271 m² landeseigenem Pachtland, die jedoch für Gewerbeflächen vorgesehen sind.
- KGA ‚Karlsruhe 2‘, RBS: 06487 (Britzer Allee 1, Lage) Dauerkleingartenanlage[107] mit 28 Parzellen, die auf 9.075 m² landeseigenem Pachtland liegen.
- BLW (Bahn-Landwirtschaft) Unterbezirk Neukölln Gruppe ‚Kiehler Grund‘, RBS: 06883 (Mergenthaler Ring / Kiehlufer, Lage) eine Kleingartenanlage mit neun Parzellen auf 3.868 m² auf bahneigenem Land.[111]
- KGA ‚Kühler Grund‘, RBS: 06516 (Weserstraße 107/Ederstraße 11, Lage) ist eine zeitlich gesicherte Kleingartenanlage[108] mit 43 Parzellen auf 9.579 m² landeseigenem Pachtland, sowie weitere 22 Parzellen auf 4.851 m² landeseigenem Land, die für eine Sportfläche vorgesehen sind.
- KGA ‚Loraberg‘; (Kiehlufer Ecke Brockenstraße, Lage) ist eine erhaltenswerte Kleingartenanlage mit 64 Parzellen auf 13.228 m² privatem Pachtland.[109]
- KGA ‚Mariental 2‘, RBS: 06547 (Neuköllnische Allee 166, Lage) ist eine Dauerkleingartenanlage[107] mit 47 Parzellen, die auf 17.811 m² landeseigenem Pachtland liegen.
- KGA ‚Märkische Schweiz‘, RBS: 08306 (Mergenthalerring 31, Lage) ist eine dauerhaft gesicherte Kleingartenanlage, wobei 19 Parzellen mit zwei Dauerbewohnern auf 5.390 m² landeseigenem Pachtland[107] und 81 Parzellen auf 30.289 m² Privatland liegen.[109]
- KGA ‚NCR‘, RBS: 05983 (Sonnenallee 187, Lage) ist eine zeitlich gesicherte Kleingartenanlage[108] mit 32 Parzellen auf 8.506 m² landeseigenem Pachtland, die für eine Sportfläche vorgesehen sind.
- KGA ‚Neuköllner Schweiz‘, RBS: 06576 (Dieselstraße 22, Lage) ist eine dauerhaft gesicherte Kleingartenanlage, wobei 14 Parzellen mit einem Dauerbewohner auf 5.012 m² landeseigenem Pachtland[107] und 45 Parzellen auf 14.897 m² Privatland liegen.[109]
- KGA ‚Neuköllnische Wiesen‘ (Dieselstraße 18, Lage) ist eine Dauerkleingartenanlage mit 122 Parzellen, davon ein Dauerbewohner, auf 49.646 m² landeseigenem Pachtland.[107]
- KGA ‚Odertal‘, RBS: 06593 (Herrfurthstraße 15, Lage) ist eine Kleingartenanlage mit 14 Parzellen auf 4.419 m² landeseigenem Pachtland,[108] die nur zeitlich gesichert sind. Weitere 15 Parzellen auf 4033 m² Privatland[109] sind nach Flächennutzungsplan erhaltenswert.
- KGA ‚Petersbaude‘ (Sinsheimer Weg 12, Lage) ist eine zeitlich gesicherte Kleingartenanlage mit 29 Parzellen auf 6.096 m² landeseigenem Pachtland.[108] Die Fläche ist für eine andere Nutzung geplant.
- KGA ‚Rübezahl‘ (Teupitzer Straße 44, Lage) ist eine zeitlich gesicherte Kleingartenanlage mit 60 Parzellen auf 13.728 m² landeseigenem Pachtland,[108] deren Fläche für eine gewerbliche Nutzung geplant ist.
- KGA ‚Schmidtsruh‘, RBS: 06684 (Dieselstraße 27, Lage) ist eine Dauerkleingartenanlage mit 56 Parzellen auf 19.920 m² landeseigenem Pachtland,[107] wobei ein Teil durch den Bau des Autobahnstadtrings beansprucht wird.
- KGA ‚Stadtbär‘, RBS: 06731 (Dieselstraße 34, Lage), bedingt gesicherte Kleingärten[106] mit 112 Parzellen auf 43.573 m² landeseigenem Pachtland, die für Gewerbeflächen und den Bau der A 100 vorgesehen sind.
- KGA ‚Steinreich‘, RBS: 06744 (Grenzallee 7, Lage) ist eine zeitlich gesicherte Kleingartenanlage[108] mit 52 Parzellen (ein Dauerbewohner) auf 17.824 m² landeseigenem Pachtland, die für eine andere Nutzung vorgesehen ist.
- KGA ‚Stolz von Rixdorf‘, RBS: 06747 (Dammweg 208-211, Lage), Dauerkleingartenanlage[112] mit 73 Parzellen auf 25.718 m² landeseigenem Pachtland.
- KGA ‚Südpol‘, RBS: 06506 (Dieselstraße 20, Lage) ist eine Dauerkleingartenanlage mit 46 Parzellen auf 15.624 m² landeseigenem Pachtland.[107]
- KGA ‚Treue Seele‘, RBS: 06774 (Aronsstraße 82b, Lage) ist eine Dauerkleingartenanlage mit 90 Parzellen auf 27.921 m² landeseigenem Pachtland,[107] wobei ein Teil durch den Bau des Autobahnstadtrings beansprucht wird.
- KGA ‚Volksgärten‘, RBS: 06786 (Neuköllnische Allee 34a, Lage) ist eine Dauerkleingartenanlage mit 148 Parzellen auf 56.646 m² landeseigenem Pachtland.[107]
- KGA ‚Weidental‘ (Harzer Straße 78, Lage) ist eine zeitlich gesicherte Kleingartenanlage[108] mit 14 Parzellen (ein Dauerbewohner) auf 3.089 m² landeseigenem Pachtland, die für eine andere Nutzung vorgesehen ist.
- KGA ‚Weißer Stern‘ (Sonnenallee 259, Lage) ist eine Dauerkleingartenanlage mit 37 Parzellen auf 10.483 m² landeseigenem Pachtland,[107] wobei ein Teil durch den Bau des Autobahnstadtrings beansprucht wird.
- KGA ‚Wilde Rose‘, RBS: 06837 (Harzer Straße 79, Lage) ist eine Kleingartenanlage mit 43 Parzellen auf 9.155 m² landeseigenem Pachtland, die für eine andere Nutzung geplant sind.[108]
- KGA ‚Zufriedenheit‘, RBS: 06862 (Mergenthaler Ring, Lage) ist eine Kleingartenanlage mit 20 Parzellen auf 6.019 m² bahneigenem Land.[111]
- KGA ‚Zur Rose‘, (Dieselstraße 26, Lage) ist eine dauerhaft gesicherte Kleingartenanlage mit sieben Parzellen auf 1995 m²Privatland[109] und weiteren 41 Parzellen auf 12.089 landeseigenem Pachtland,[107] wobei von diesem Gelände ein Teil für den Autobahnbau beansprucht wird.

### Aufgehobene Kleingärten (Stand 2012)
- KGA ‚Hand in Hand‘, RBS: 06421 (Rütlistraße 8, Lage) war eine Kleingartenanlage[108] mit 33 Parzellen auf 7.723 m² landeseigenem Pachtland, die im Dezember 2012 für den Rütli-Campus aufgehoben wurde.[113]

### Parks in Neukölln
| Name                            | Länge/Maße (in Metern oder Fläche) | Namensherkunft, Lage | Datum der Benennung | Anmerkungen | Bild         |
| ------------------------------- | ---------------------------------- | --- | ------------------- | --- | ------------ |
| Anita-Berber-Park (Lage)        | 0                                  | Anita Berber (1899–1928), Tänzerin, Schauspielerin und Selbstdarstellerin, auf dem Grundstück beerdigt                                | 2002                | Der Park wurde auf einem ehemaligen Friedhof angelegt, der nach seiner Schließung bis 2008 als Einflugschneise für den Flughafen Tempelhof diente. |              |
| Herbert-Krause-Park (Lage)      | 0                                  | Herbert Krause, ehemaliger Leiter des Naturschutz- und Grünflächenamtes Neukölln                                                      | 2002                | Zentrales Element des Parks ist der „Saale-Stein“. Dabei handelt es sich um einen rund 40 Tonnen schweren Naturstein, auf dessen Oberfläche der Verlauf der Saale eingemeißelt wurde. Der Stein ist ein Geschenk der Neuköllner Gemeindepartnerschaft Hof. |              |
| Heidekamppark (Lage)            | 0740 011.110 m²                    | am Heidekampgraben |                     | Der Heidekamppark ist eine Grünfläche westlich vom Heidekampgraben (auf dem Neuköllner Territorium) zwischen der Forsthausallee und der Sportanlage am Michael-Bohnen-Ring. |              |
| Körnerpark (Lage)               | 0190 × 120                         | Franz Körner (1838–1911), dem die Kiesgrube gehörte, in der sich heute der Park befindet                                              | 1916                | Die schlossparkähnliche Grünanlage liegt zwischen Jonasstraße, Schierker Straße, Selkestraße und Wittmannsdorfer Straße und ist rund 2,4 Hektar groß. Neben Wasserspielen befinden sich im westlichen Teil eine Orangerie, ein Café sowie eine Galerie für wechselnde Ausstellungen. Im nördlichen Teil ist ein Blumengarten angelegt. Die Fläche wurde im Bebauungsplan als Platz IV bezeichnet.                                    |              |
| Lessinghöhe (Lage)              | 0210 × 140                         | Gotthold Ephraim Lessing (1729–1781), Dichter                                                                                         | 1950                | Die Lessinghöhe ist eine Parkanlage nördlich vom Mittelweg, an der Kienitzer und Bornsdorfer Straße. Sie entstand auf einer einstigen Erhebung der Neuköllner Rollberge und wurde nach dem Zweiten Weltkrieg als Schuttberg angehäuft. | Lessinghöhe  |
| Reuterpark (Lage)               | 006.650 m²                         | am Reuterplatz |                     | Die auf dem Reuterplatz gelegene Grünfläche wird amtlich gesondert benannt. | Reuterpark   |
| Richardpark (Lage)              | 001.700 m²                         | an der Richardstraße |                     | Amtlich wird die östliche Grünfläche auf dem Gebiet des Richardplatzes als Park geführt. | Richardpark  |
| Rübelandpark (Lage)             | 006.580 m²                         | Rübelandstraße |                     | Der Rübelandpark ist die Grünfläche zwischen Thomashöhe und Körnerpark, begrenzt von Thomas-, Rübeland-, Jonas- und der Selkestraße. Wobei die bebauten Grundstücke Selkestraße 5 und Thomasstraße 27–31 nicht dazu gehören. Der Park selbst ist als Grundstück Thomasstraße 23 ausgewiesen. Der Parkweg unterhalb des umgebenden Straßenniveaus im Verlauf der Jonasstraße trennt den südlicher gelegenen Körner- vom Rübelandpark. | Rübelandpark |
| Stadionpark Neukölln (Lage)     | 102.050 m²                         | Sportstadien |                     | Die amtlich als ‚Stadionpark‘ geführte Fläche wird auch als Werner-Seelenbinder-Sportpark bezeichnet. Er liegt westlich der Oderstraße am Rand des Ortsteils nördlich der Bahnstrecke. Hier befinden sich auf dem Gelände das Stadion Neukölln, das Eisstadion, eine Mehrzwecksporthalle und zudem die Werner-Seelenbinder-Gedenkstätte.                                                                                             | Stadionpark  |
| Thomashöhe (Lage)               | 024.267 m²                         | Erhebung an der Thomasstraße |                     | Dieser Park liegt östlich vom St.-Thomas-Kirchhof im Winkel von Mittelweg und Thomasstraße, wobei ersterer die Begrenzung zur Lessinghöhe und letztere die zum Rübelandpark bildet. Im Osten, zur Karl-Marx-Straße hin, liegt ein Spielplatz. Die Höhe liegt über Straßenniveau und ist wie die Lessinghöhe ein Trümmerberg aus den 1950er Jahren.                                                                                   | Thomashöhe   |
| Trusepark (Lage)                | 009.766 m²                         | am Truseweg |                     | Der Trusepark ist die Grünfläche zwischen Rosegger-, Werrastraße, Truseweg und Weigandufer, letztere am Neuköllner Schifffahrtskanal gelegen, dazu gehört der Spielplatz im Nordosten. |              |
| Volkspark Hasenheide (Lage)     | 1650 × 630                         | Nutzung des Geländes ab 1678 als Hasengehege                                                                                          | 1678                | Der rund 50 Hektar große Park liegt an der Grenze zum Ortsteil Kreuzberg. 1936 erfolgte anlässlich der Olympischen Spiele ein Umbau, bei dem die alte Schießbahn, die vorher Teil des Exerzierplatzes Tempelhofer Feld war, in den Park integriert wurde. |              |
| Von-der-Schulenburg-Park (Lage) | 0320 × 170                         | Rudolf Wilhelm Graf von der Schulenburg (Oberpräsident der Provinz Brandenburg von 1914 bis 1917) aus dem Adelsgeschlecht Schulenburg | 1913                | Das Gartendenkmal liegt im südlichen Teil der Sonnenallee. Neben einer Platanenallee, Wiesen, einem langen Wasserbecken (auch „Spiegelbecken“ genannt) befindet sich im Park ein Märchenbrunnen. |              |
| Weichselpark (Lage)             | 012.688 m²                         | auf dem Weichselplatz |                     | Die Grünfläche liegt auf der dreieckigen Fläche des Weichselplatzes zwischen Weichselstraße, Weigandufer und dem Neuköllner Schiffahrtskanal südöstlich der Lohmühlenbrücke, ausgenommen das Grundstück Weigandufer 10. An der Nordostseite verläuft ein Teilstück des Rad- und Wanderwegs „Innerer Parkring“ mit der Wegenummer 18 im System der 20 grünen Hauptwege.                                                               | Weichselpark |
| Wildenbruchpark (Lage)          | 015.397 m²                         | auf dem Wildenbruchplatz |                     | Der Park ist die Grünfläche auf dem Wildenbruchplatz einschließlich des Spielplatzes an der Südostseite. Er liegt zwischen Innstraße, der Zufahrtsstraße zu den auf den Platz ausgewiesenen Grundstücken 1–10, Wildenbruchstraße und Weigandufer am Neuköllner Schifffahrtskanal zwischen Elsensteig und Wildenbruchbrücke. |              |